# Église Saint-Florentin de Saint-Florentin
L'église de Saint-Florentin est une église située à Saint-Florentin, dans le département de l'Yonne, en France.

## Historique
L'église paroissiale, dédiée à saint Martin, se trouve originellement dans le faubourg Saint-Martin. Elle est détruite lors des guerres du XIVe siècle,. Elle est transférée au début du XVe siècle à l'emplacement actuel, sur une butte où se dressait autrefois un château fort. Elle est entièrement reconstruite à partir de 1520.
Son édification est d'abord menée rapidement. On y trouve les dates suivantes :
MVCXX (1520) sur un des pieds-droits de l'abside,
MVCXXIV (1524) sur la plus ancienne verrière (les autres verrières sont datées entre 1525 et 1530, voir plus bas),
1536 sur l'autel dit « des cavaliers » au fond de l'abside,
1548 sur le retable sculpté derrière cet autel,
1549 (en chiffres romains) sur le retable du maître-autel,
1550 sur la colonnade séparant le chœur des collatéraux.
Le jubé vient 50 ans après, en 1600 - une interruption vraisemblablement due aux troubles des guerres de Religion. Et en ce début du XVIIe siècle les fonds manquent, ce qui empêche l'achèvement de la nef.

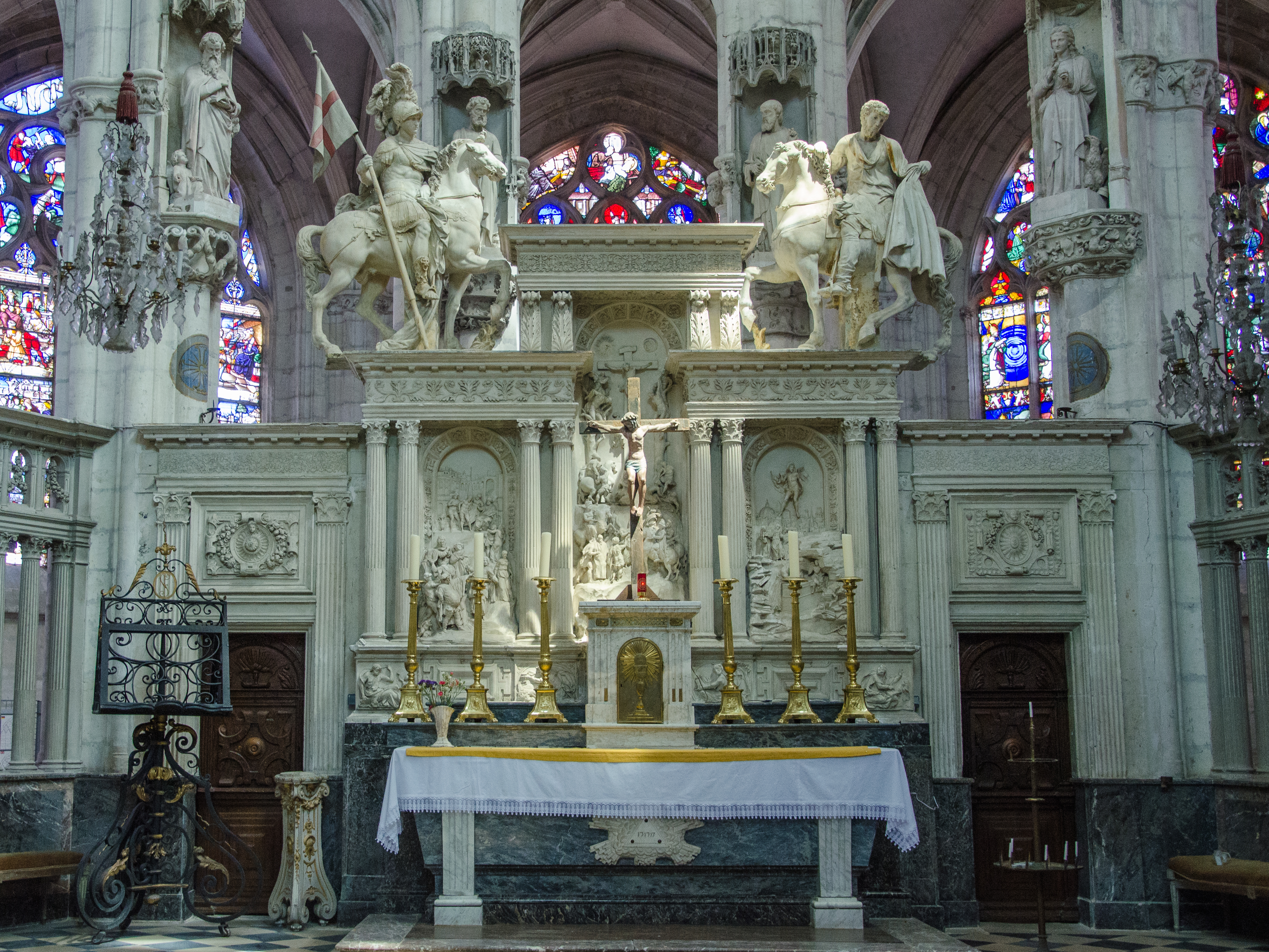
Autel dit « des cavaliers » (1536) et retable (1548)

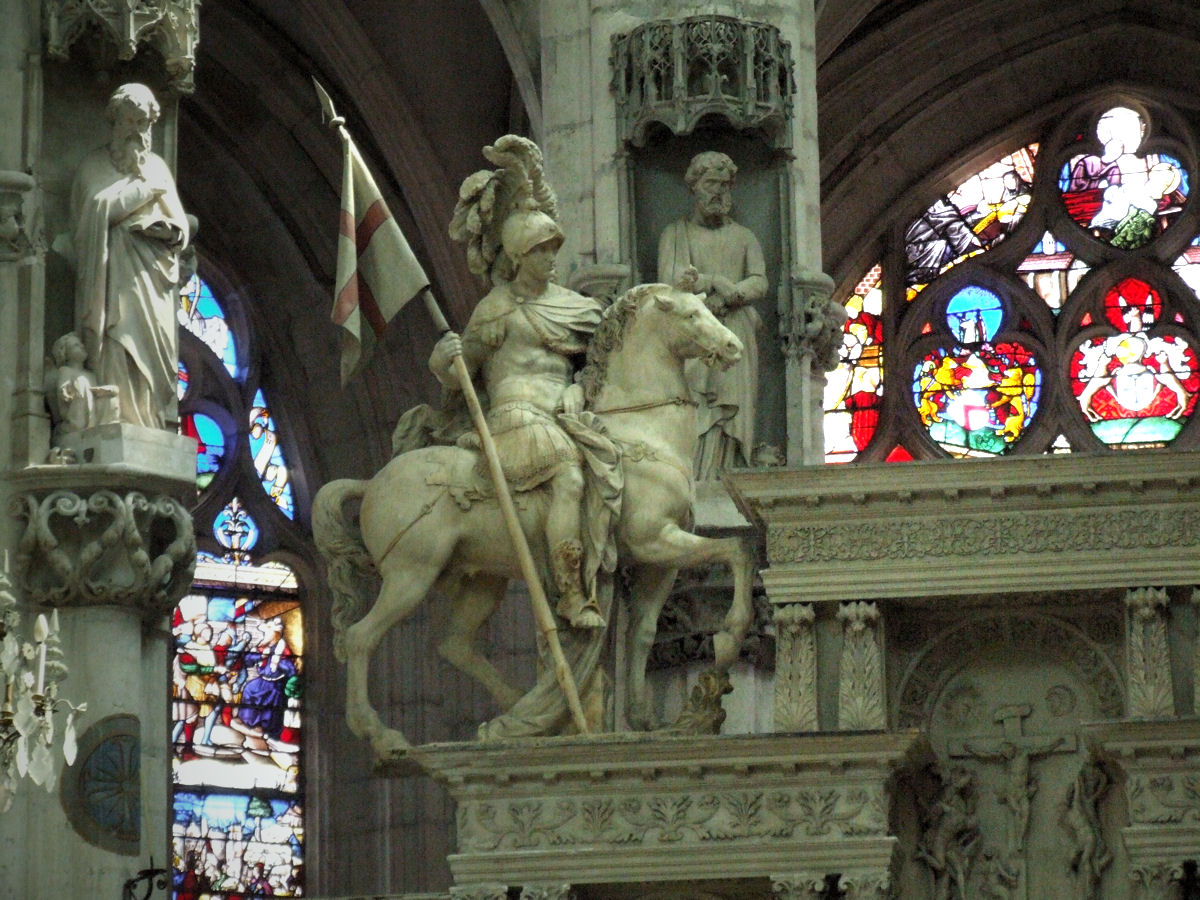
Saint Florentin, à gauche
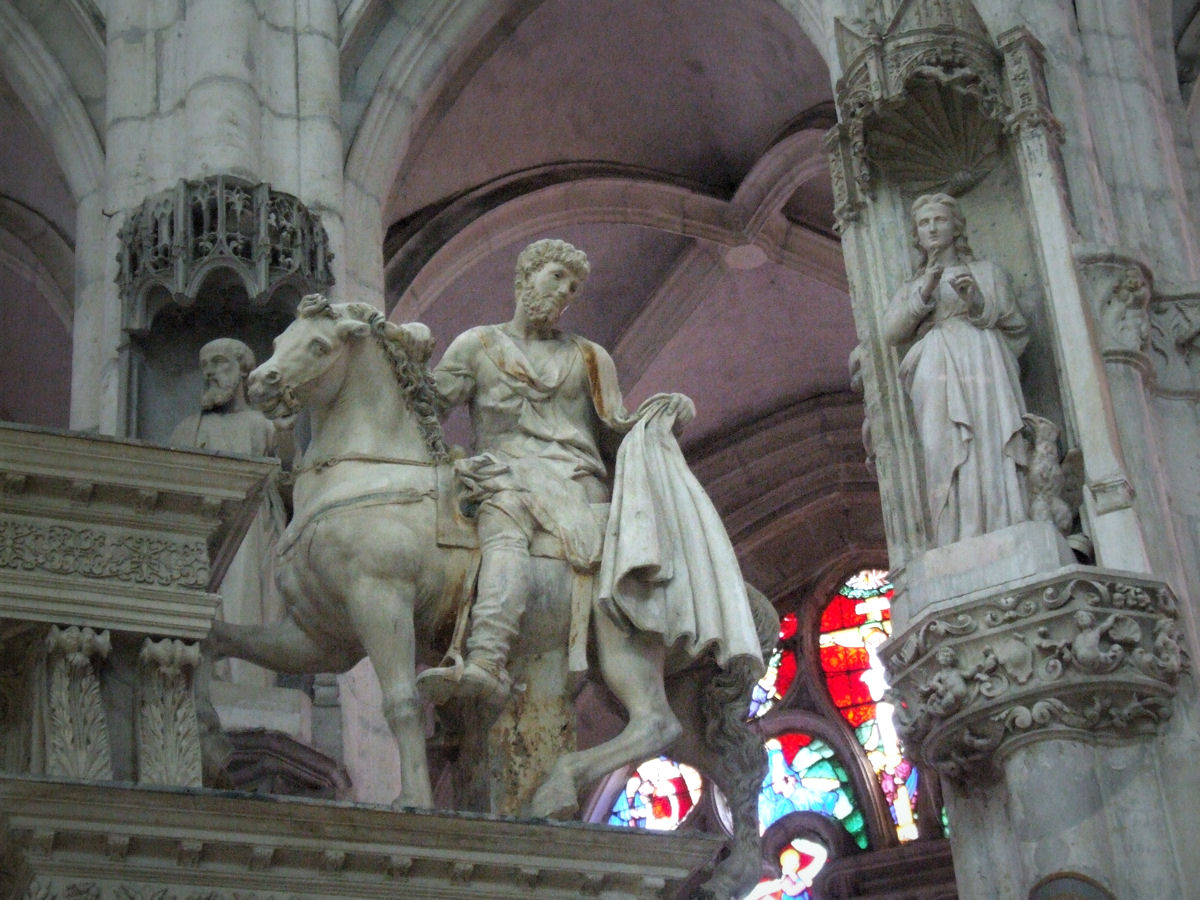
Saint Martin, à droite

Une restauration du bâtiment est effectuée de 1859 à 1861. Elle coûte plus de 230 000 francs et il ne reste plus d'argent pour la restauration des verrières, qui sont replacées en l'état. Après bien des tracas, une première partie des verrières est restaurée au frais de l'État par les frères Veyssières, de Seignelay, de 1862 à environ 1865 ; et les autres, aux frais du Conseil de fabrique, par M. Levêque de Beauvais en 1869 et 1871 (interruption par la guerre de 1870-1871).
L'orgue du XVII est restructuré par la manufacture Schwenkedel de Strasbourg dans les années 1960. En 2021 commence une série de travaux de restauration qui doit durer au moins 5 ans.

## Description
L'église se présente aujourd'hui constituée seulement par le chœur et le transept : la nef n'est qu'amorcée. Elle mêle le style ogival (structure gothique tardive) du XVIe avec des nombreux éléments renaissance du XVIIe siècle et de l'époque de Louis XIII,.

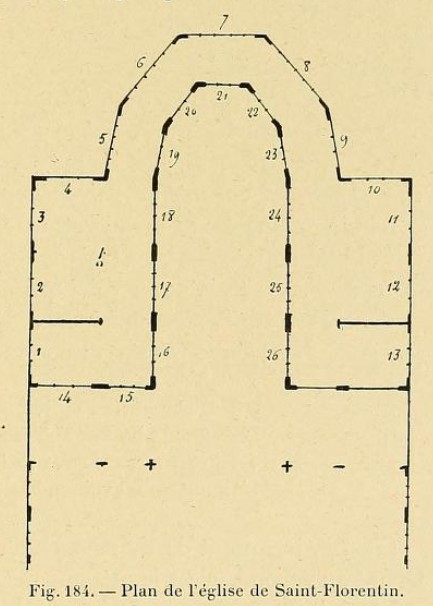
Plan de l'église par L. Ottin
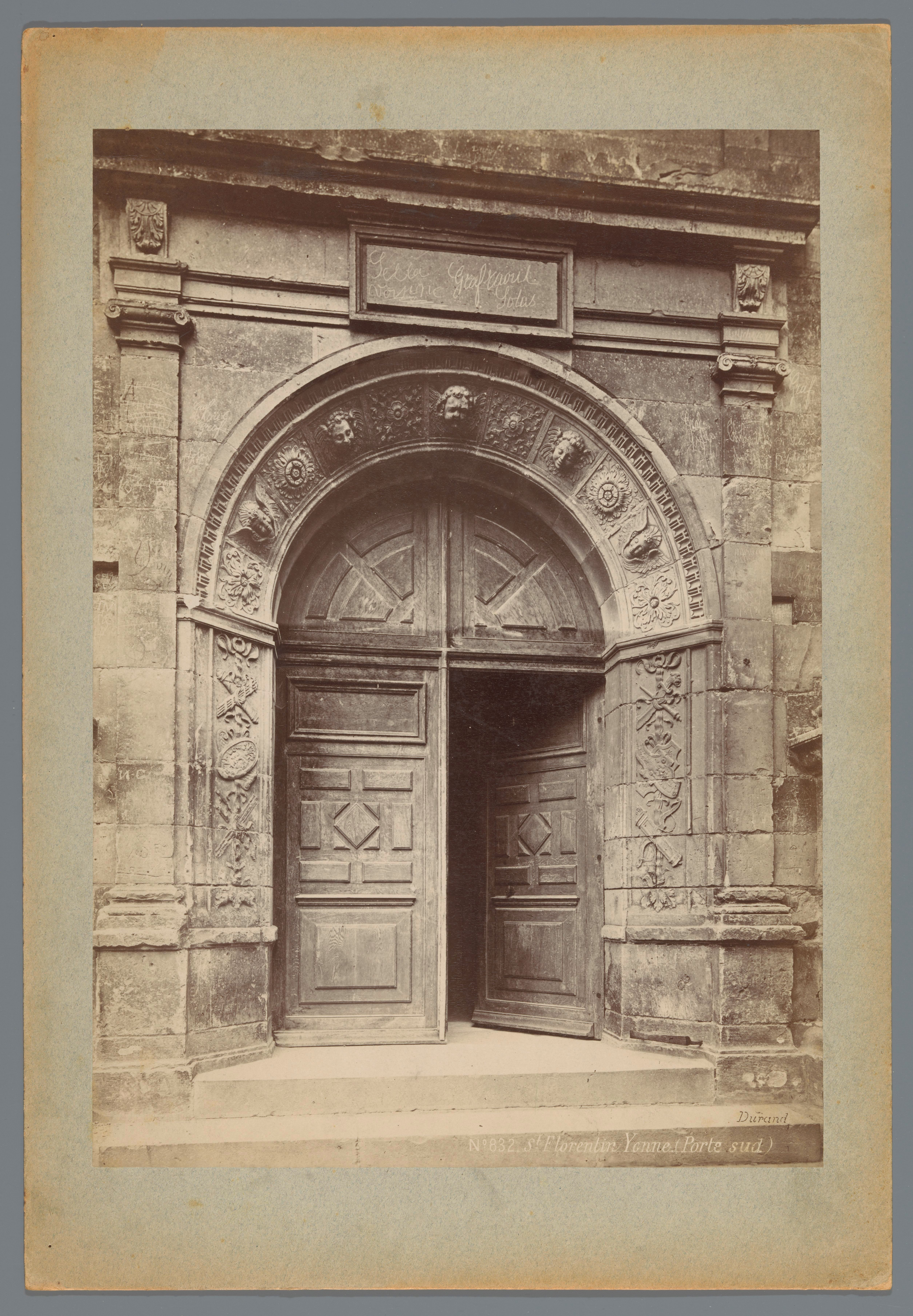
Son portail.

L'intérieur est remarquable par son jubé en pierre de style Renaissance, daté de 1600 comme le portique ; il est couronné sur ses deux faces d'une élégante balustrade par Jean Bulion, tailleur de pierre à Tonnerre (pour 1 100 livres tournois plus le transport des matériaux). Derrière le jubé se trouvent le chœur, le sanctuaire et le déambulatoire avec ses chapelles, datant du XVIe siècle.

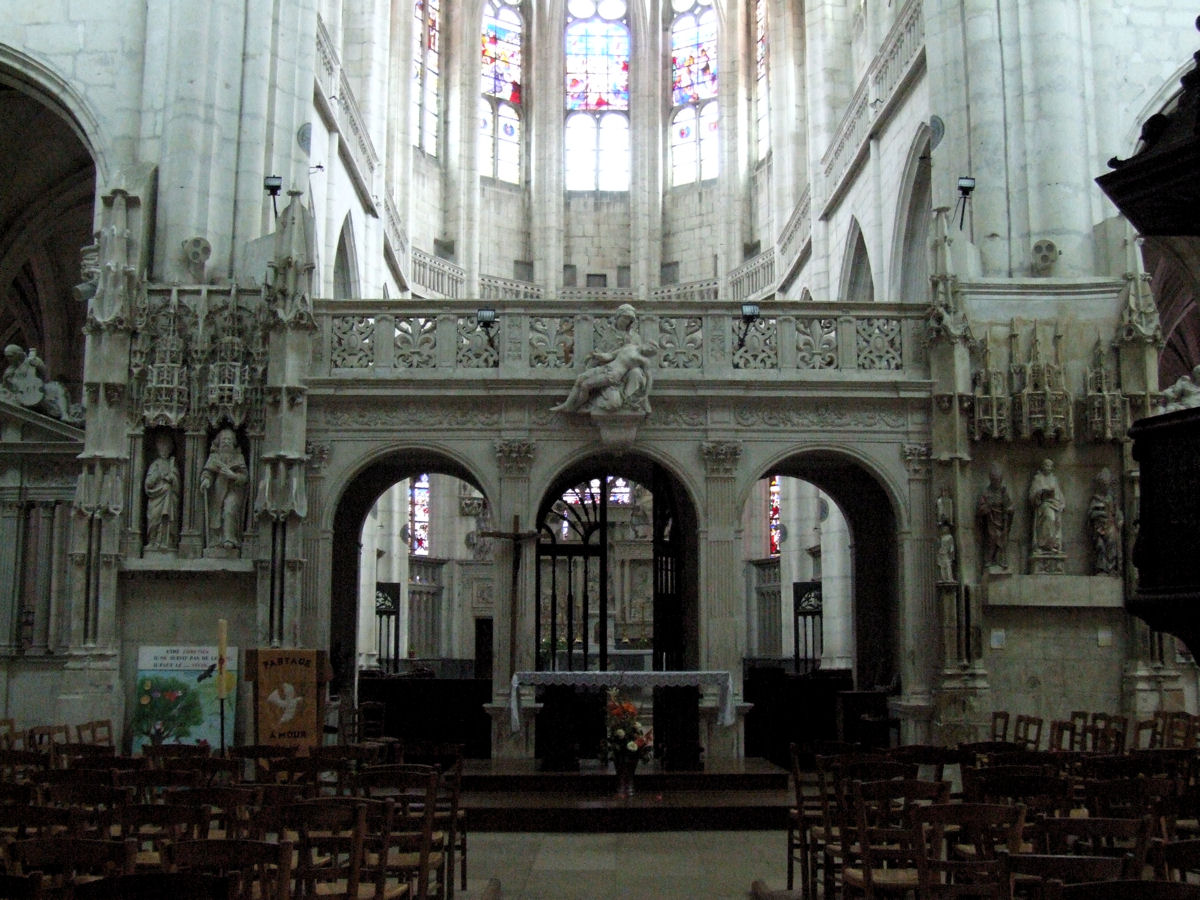
Jubé
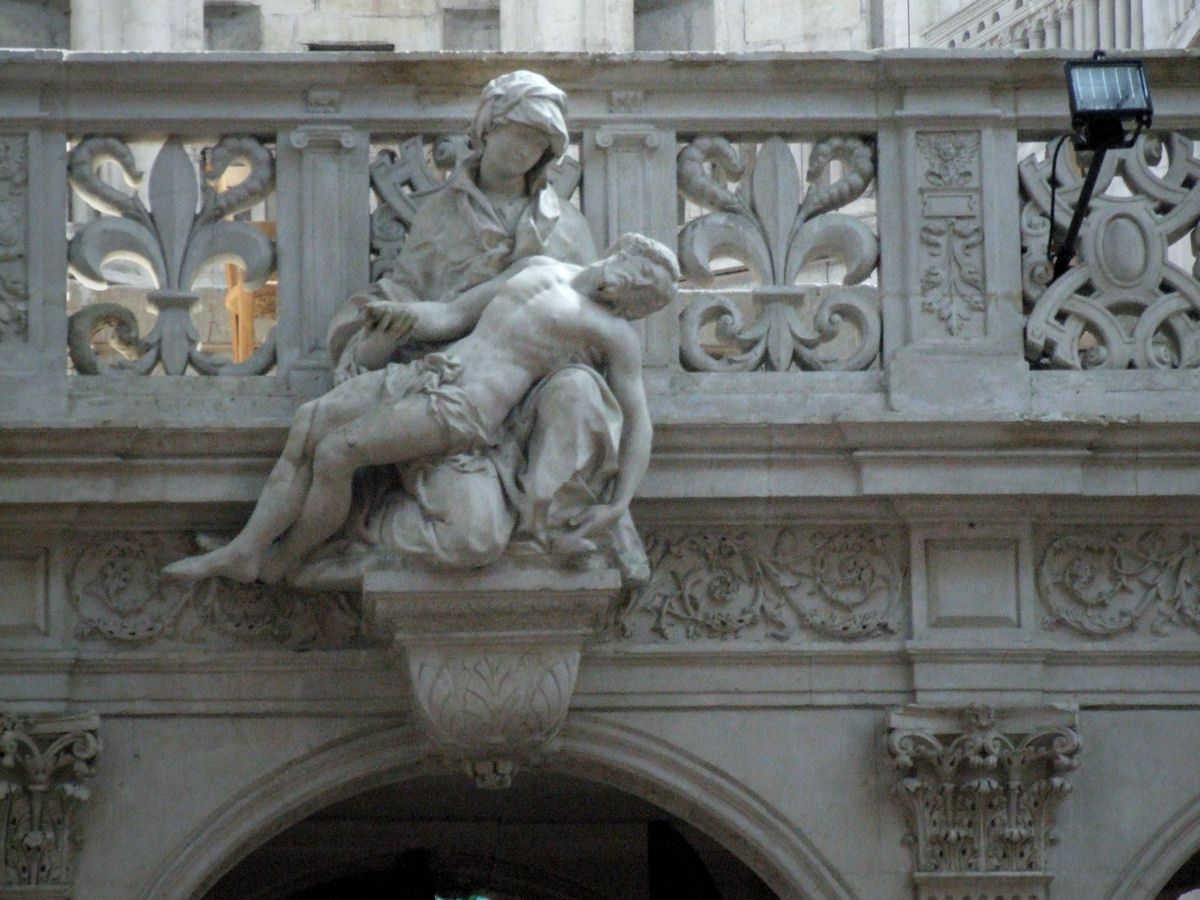
Jubé, détail
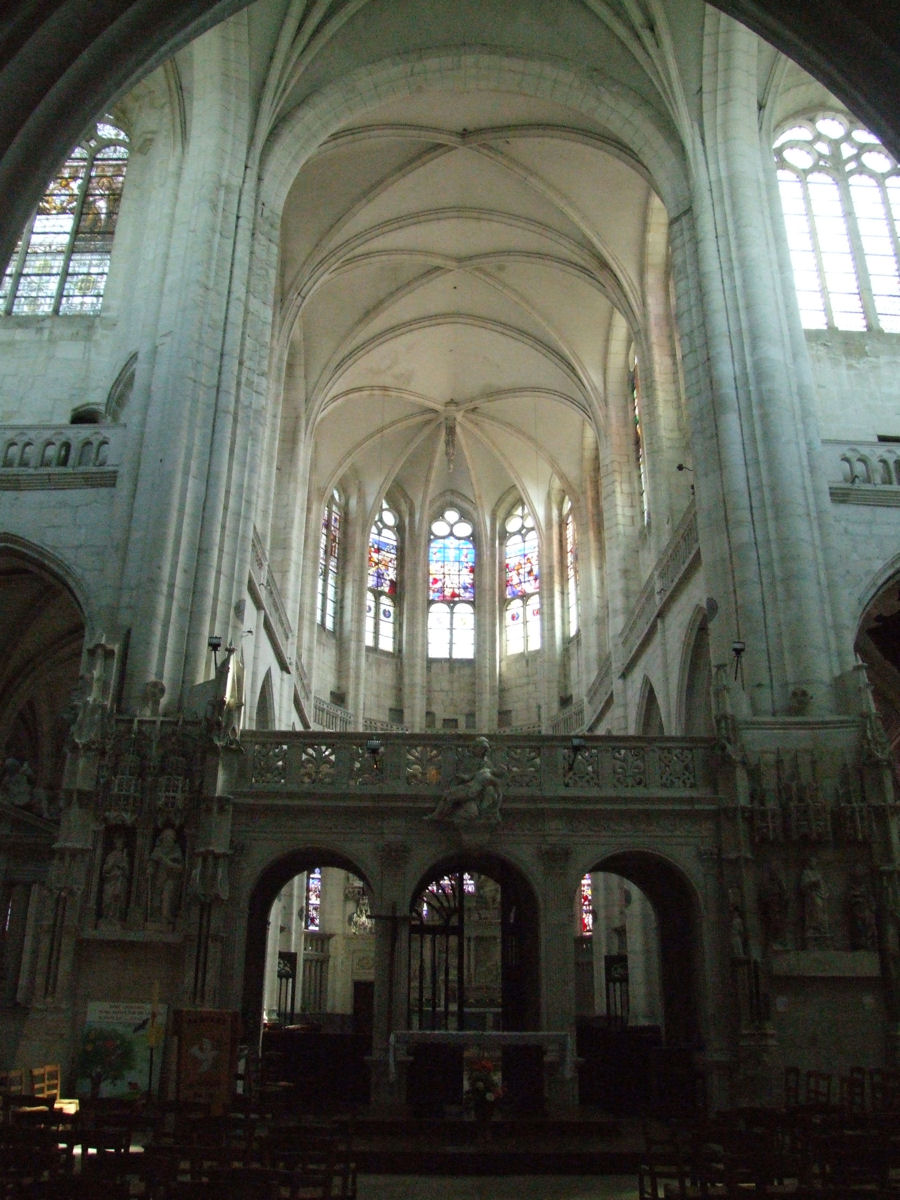
Voûtes quadripartites du chœur
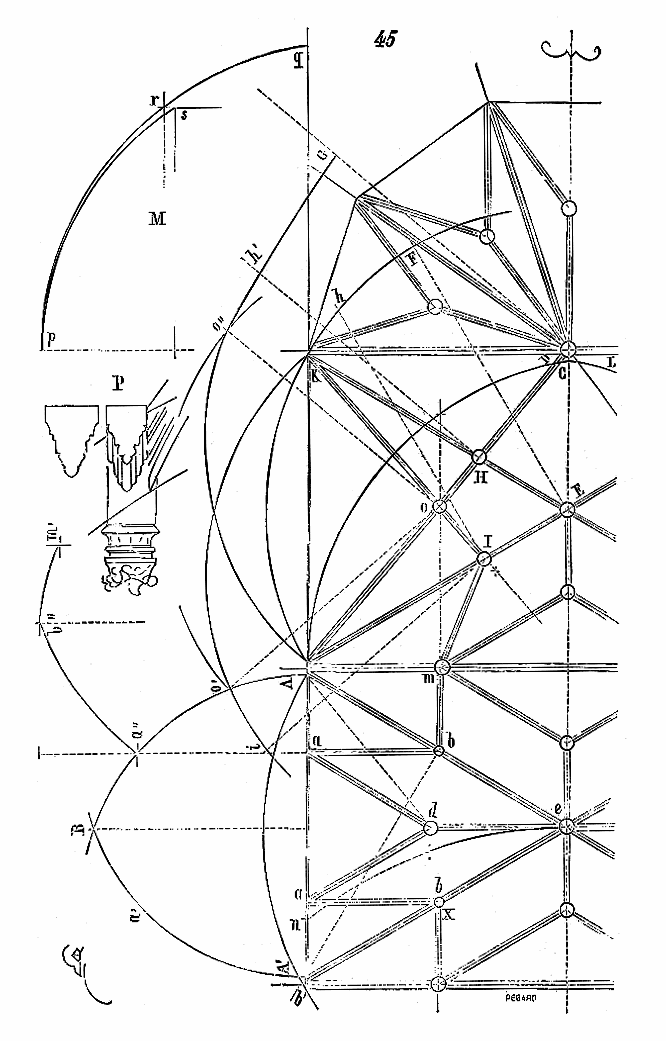
Voûtes fermant le chœur, par Viollet le Duc

Derrière le jubé, en soubassement de la verrière de saint-Martin et sous un arc surbaissé se trouve un ensemble sculpté figurant la Résurrection du christ. La face externe de cet arc, son archivolte, sa frise et les côtés sont sculptés en bas-relief de toutes les scènes de la Passion. Le tout, daté de 1548, a subi des dommages importants lors de la révolution. En avant de cet ensemble se trouve un autel lui aussi orné de bas-reliefs, daté de 1536.

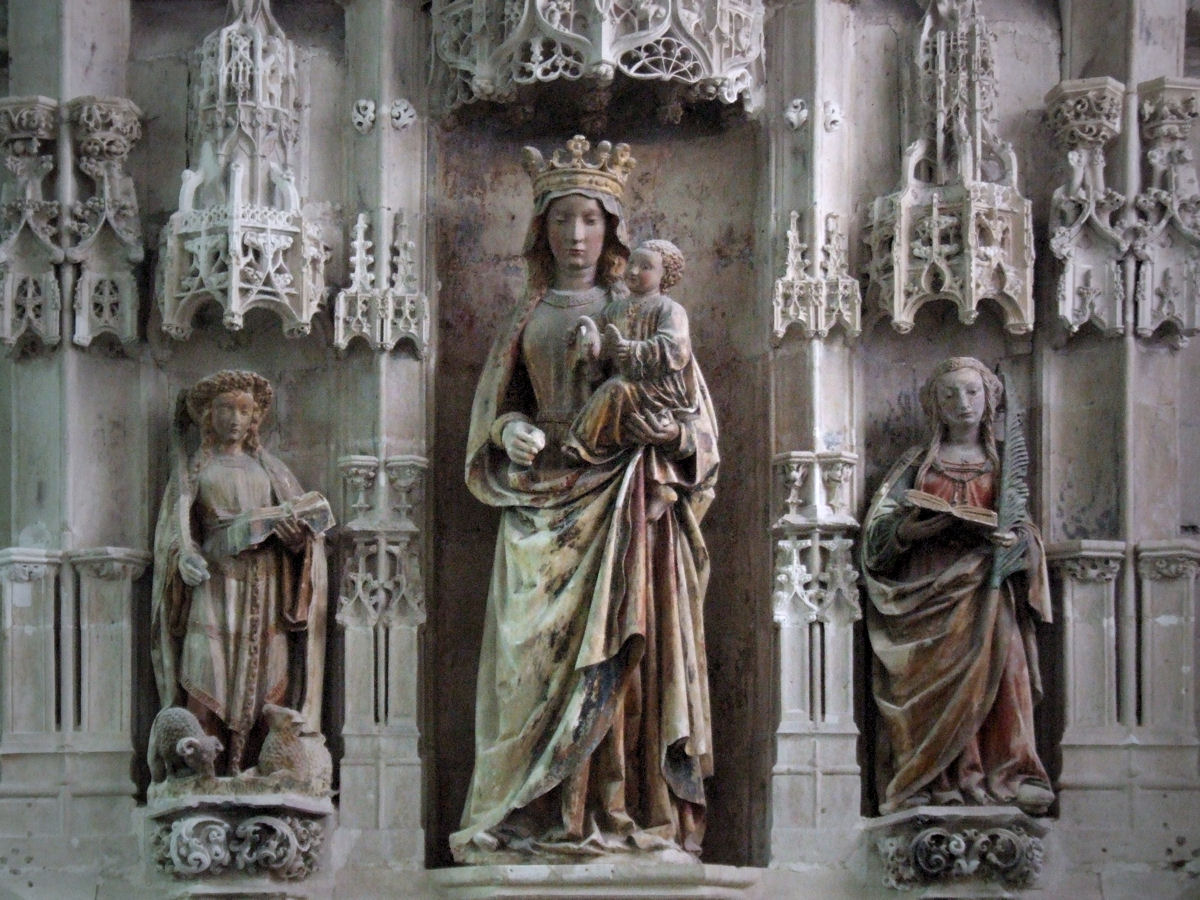
Retable de l'autel de la chapelle de la Vierge. Au centre, Vierge à l'enfant (haut. 1.60 m) ; à gauche, Agnès (haut. 0.85 m) ; à droite, Reine aussi appelée Martyre (haut. 0.85 m). Daté entre 1500 et 1525.

En avant du jubé, le transept (non voûté jusqu'en 1860) et la nef, dont Salomon estime que le style est médiocre, sont du XVIIe siècle. La tribune des orgues date de 1862.
La statuaire impressionnante du XVIe siècle de l'école troyenne glisse de la tradition gothique vers un maniérisme italianisant.
Dans un enfeu de l'abside se trouve un autel entouré d'un retable tripartite. La partie centrale de ce retable est sculptée en relief d'une Résurrection ; sa partie à gauche de l'autel porte un bas-relief de la Cène, et sa partie droite le Lavement des pieds des apôtres. Le retable est surmonté d'une frise représentant quatre scènes du Calvaire.
Il y a deux « Vierge de Pitié » : une dans le chœur, au-dessus de la porte principale (haut. 100 cm) ; l'autre dans une chapelle nord, derrière le chœur (haut. 80 cm).

## Vitraux
Les verrières du transept et de la nef sont en verre blanc, sauf deux dans le transept restaurées par M. Levêque vers 1869-1871. Par contre celles derrière le jubé datent de la première moitié du XVIe siècle,. 25 verrières sont classées MH
Les donateurs sont aussi bien des nobles que des roturiers, y compris des corps de métiers : deux des trois verrières de la vie de saint Jean sont financées par 13 bouchers de la ville. Les vrrières illustrant les vies de saints montrent aussi leurs portraits. Par contre celles de la nef, qui illustrent le thème général de la Crucifixion, ne montrent généralement pas les portraits des donateurs : ces derniers y sont souvent représentés seulement par leurs armoiries dans les couronnes de feuillages dites « chapeaux de triomphe ».
Noter que l'effet des verrièrs a été largement gâché par les ajouts postérieurs : le retable des cavaliers obture presque complètmnt les trois verrières du fond de l'abside (vie de saint Florentin, vie de saint Martin, et la Création du monde). Le jubé et la colonnade qui entoure le sanctuaire bloquent la vue de toutes les autres verrières de l'abside.

### Chœur et sanctuaire
(de gauche à droite) :
- première verrière : la Cène[22],[MH 9].
- deuxième verrière : Baiser de Judas[MH 10] (1er et 2e panneaux)[23] ; Jésus conduit chez le grand-prêtre (3e et 4e panneaux).
- troisième verrière : Flagellation et Couronnement d'épines[24][MH 11], deux tableaux : chez Pilate gouverneur de la Judée, et dans le Prétoire[17].
- quatrième verrière : l'Ecce Homo[25],[MH 12].
- cinquième verrière : Jésus porte sa croix[26],[MH 13].
- sixième verrière, au-dessus du maître-autel : Crucifiement[27].
- septième verrière : Descente de Croix[28],[MH 14].
- huitième verrière : Résurrection[29],[MH 15].
- Neuvième : apparition de Jésus Christ à ses Apôtres[MH 16] (les deux premiers panneaux) et incrédulité de Thomas (les deux autres panneaux)[30].
- dixième verrière : deux tableaux : l'Ascension et la descente du Saint-Esprit sur les Apôtres[31],[MH 17].
- onzième verrière : deux tableaux : la Prédication de saint Pierre[MH 18] et la Mort d'Ananie[32],[33].

La seule verrière datée est la dixième, et la date est incomplète : on y voit « MVC » (pour 1500), les autres chiffres n'ont pas été retrouvés. C'est aussi la seule de cet ensemble où figurent les noms des donateurs : Legrand et Gautron, avec deux écussons à peu près semblables. Les deuxième et quatrième meneaux de la neuvième verrière font figurer deux donateurs.
Les quatrième, cinquième, sixième, septième et huitième verrières (au sanctuaire) incluent des armoiries qui indiquent vraisemblablement des dons par des familles notables du pays.

#### Verrière de saint Martin (1528)

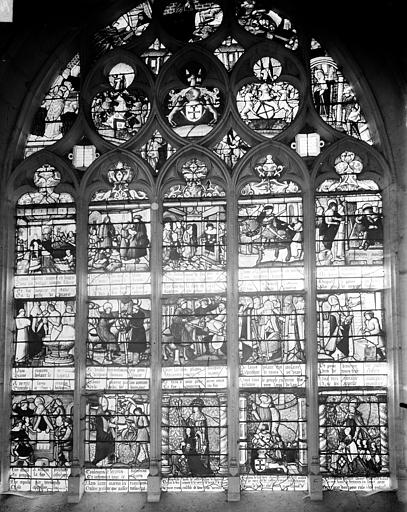
Vie de saint Martin

Elle se trouve à la place d'honneur : dans le chevet au centre, peut-être pour honorer le premier patron de la ville,.
- 1er panneau : naissance.
- 2e panneau : éducation.
- 3e panneau : il est soldat sous l'empereur Constance.
- 4e panneau : il donne la moitié de son manteau.
- 5e panneau : Jésus apparaît revêtu du demi-manteau.
- 6e panneau : baptême.
- 7e panneau : apparition du démon.
- 8e panneau : conversion d'un brigand.
- 9e panneau : il est sacré évêque.
- 10e panneau : il bâtit un monastère.
- 11e panneau : il est chassé par les Ariens.
- 12e panneau : miracle.
- Les trois derniers panneaux en bas à droite représentent les donateurs[35], avec les légendes suivantes :

« Damoiselle Louise de Roffey, dame de Chamoy veuve de feu Jacques / de La Roëre en son vivant seigneur de Chamoy // 
François de La Roëre escuyer fils unique dudit Jacques / de La Roëre et de Rofey seigneur dudit Chamoy // 
et damoiselle Hilaire Raguier femme dudit François / de La Roëre dame de Fontaine-lez-Saint-Georges // 
eulx trois ensemble ont donné cette verrière / en l'honneur de Dieu et de monsieur Saint-Martin l'an / MVCXXVIII priez Dieu pour eulx et leurs prédécesseurs, »

(La phrase ""eulx trois ensemble..." est écrite en continu sous les trois panneaux.)
Louise de Roffey est présentée par saint Louis, François de la Roëre et ses trois fils par saint François, Hilaire Raguier et ses trois filles par saint Hilaire. Leurs armoiries respectives figurent sur les prie-dieu et répétés dans les ajours du tympan du vitrail où elles sont surmontées de heaumes et tenues par des lions, des licornes et des chevreaux. Ce François de la Roère est celui qui a acheté le château de Saint-Sépulcre de Philbert de Beaujeu en 1529.

Donateurs de la verrière de saint Martin
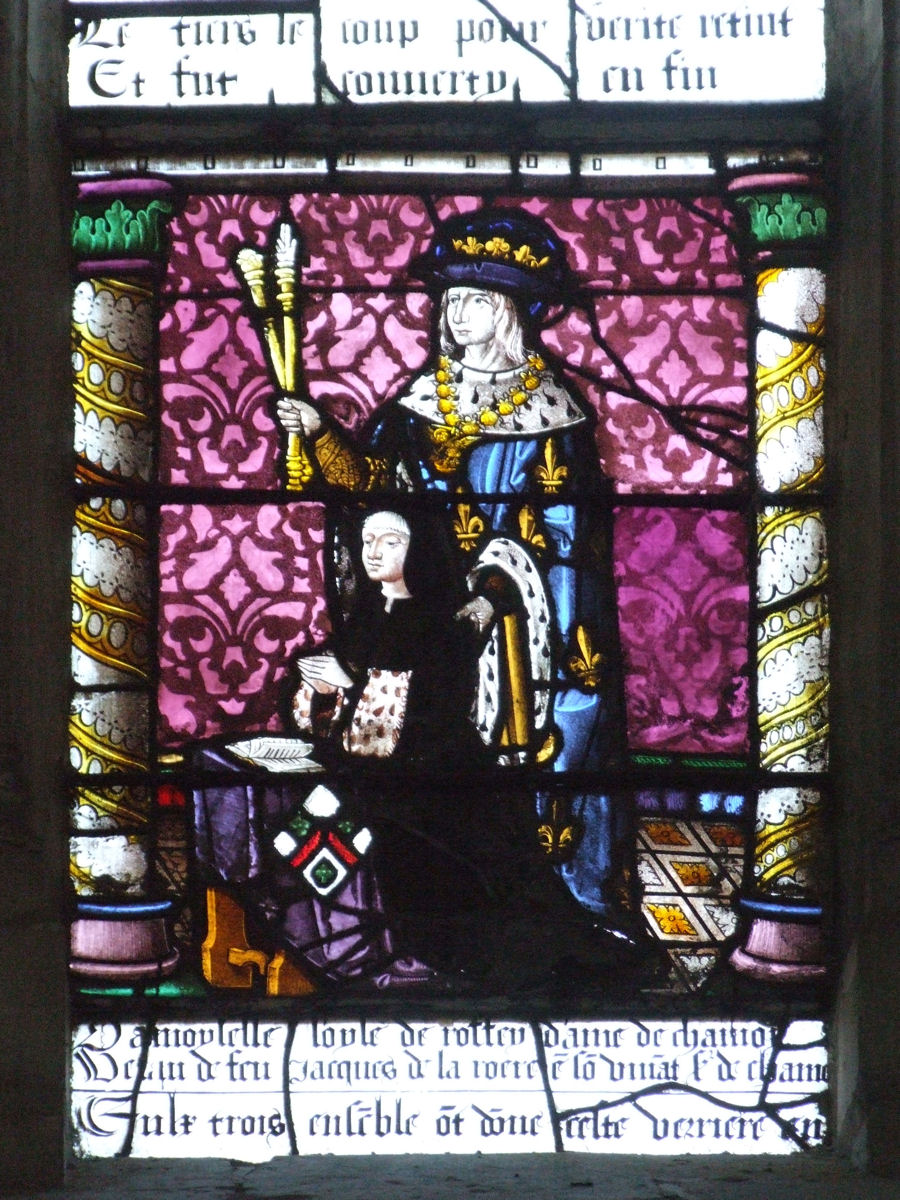
Louise de Roffey
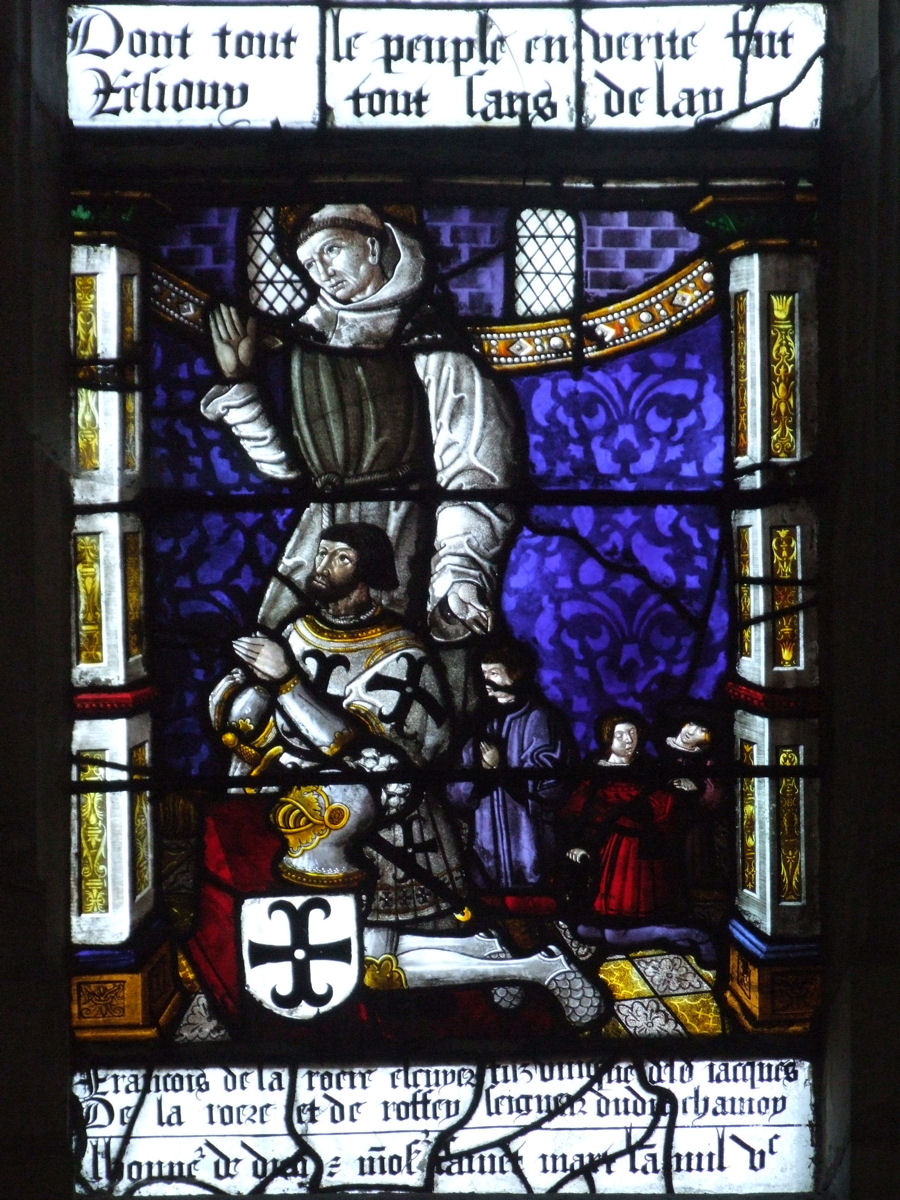
François de La Roëre
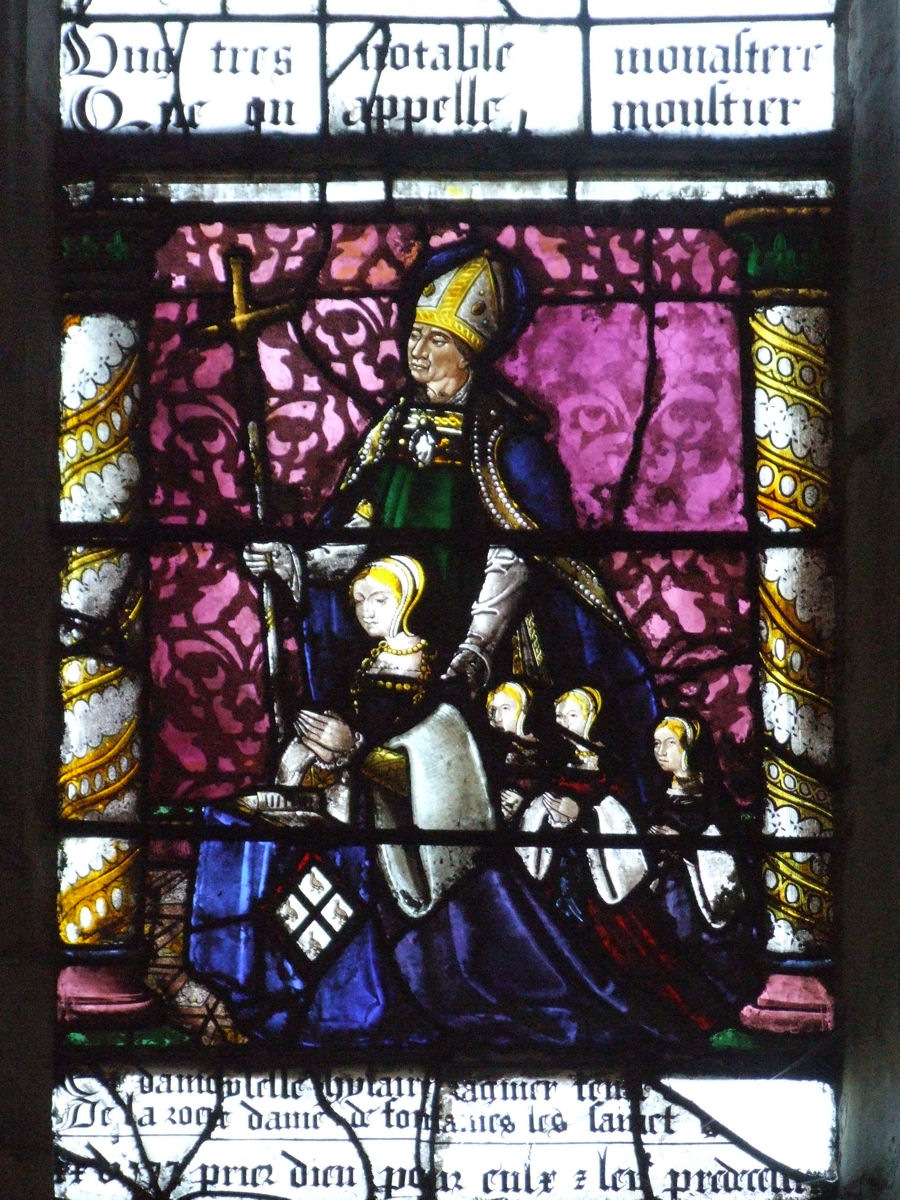
Hilaire Raguier

#### Verrière de saint Florentin (1527)

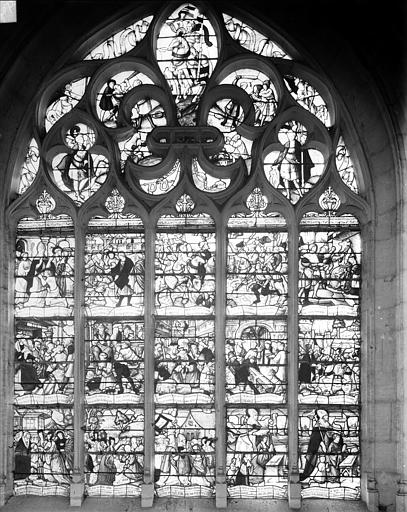
Vie de saint Florentin (1527)

Située dans l'abside à gauche de la verrière de saint Martin (déambulatoire nord), elle est datée de 1527.
A la pointe de l'ogive, saint Florentin à cheval et armé.
- 1er panneau : sa naissance[39].
- 2e panneau : il se dépouille en faveur des pauvres.
- 3e panneau : Crocus veut le forcer à adorer les idoles.
- 4e panneau : Crocus l'interroge.
- 5e panneau : Fureur de Crocus.
- 6e panneau : il lui fait couper la langue.
- 7e panneau : martyre. Crocus perd la vue[40].
- 8e panneau : conversion de Crocus.
- 9e panneau : sépulture du saint.
- 10e panneau : visite de deux comtesses au seigneur du château de Saint-Florentin.
- 11e panneau : elles apportent des reliques du saint.
- 12e panneau : miracle.
- 13e panneau : dédicace de l'église[35],[n 2].
- quatorzième et quinzième panneaux : les portraits des donateurs, avec la légende : "L'an MVCXXVII le XXVIe jour de septembre / honorable homme Guillaume Servin marchand à Saint-Florentin // et Claudine Chubrier sa femme ont donné / cette verrière Priez pour eulx et pour tous trépassés".[42]

Guillaume Servin et Claudine Chubrier sont accompagnés de leurs patrons respectifs : saint Guillaume et saint Claude, et de leurs quatre enfants.

#### Verrière de la création du monde (1525)

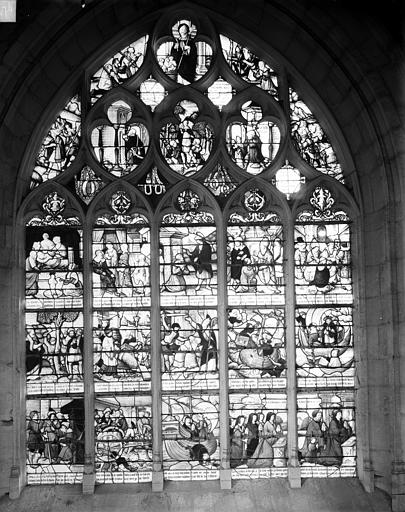
Vie de saint Nicolas (1528)

La verrière de la création du monde (Genèse) est datée de 1525. Elle est située dans l'abside à droite de la verrière de saint Martin (déambulatoire sud).

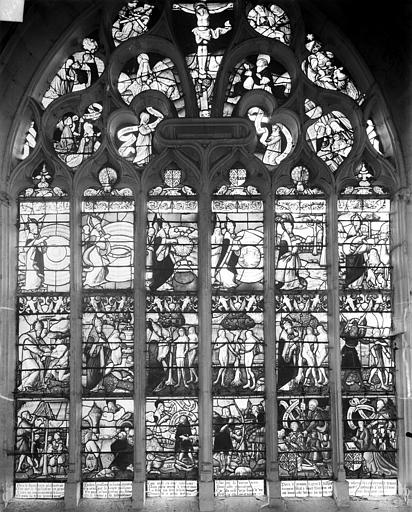
La création du monde (1525)

- Premier rang de panneaux (en haut) :
  - 1er panneau : Dieu en présence du chaos.
  - 2e panneau : Dieu crée la lumière.
  - 3e panneau : Il crée le soleil et les astres.
  - 4e panneau : Il sépare la terre et les eaux.
  - 5e panneau : La terre produit de l'herbe et des arbres.
  - 6e panneau : Création des animaux.
- Deuxième rang
  - 1er panneau (7e) : Création de l'homme.
  - 2e panneau (8e) : Création de la femme.
  - 3e panneau (9e) : Adam et Ève introduits dans le paradis terrestre où est l'arbre de vie.
  - 4e panneau (10e) : Ils mangent du fruit défendu.
  - 5e panneau (11e) : Dieu leur reproche leur désobéissance.
  - 6e panneau (12e) : Ils sont chassés du paradis terrestre.
- Troisième rang
  - 1er panneau (13e) : Adam construit une maison pour lui et sa famille.
  - 2e panneau (14e) : Caïn et Abel offrent à Dieu leurs présents.
  - 3e panneau (15e) : Caïn tue son frère Abel.
  - 4e panneau (16e) : Caïn vagabond et son fils Hénoch.
  - 5e panneau (17e) : représente le donateur à genoux accompagné de ses deux fils. Légende : « Pierre de Provins, seigneur de Viarques et de Rosières[44] / esleu en l'eslection de Nemours / receveur fiscal de Saint-Florentin »
  - 6e panneau (18e) : représente sa femme accompagnée de ses trois filles. Légende : « et damoiselle Anthoinette de Vitel sa femme / ont donné cette verrière l'an MVCXXV priez pour eulx[45] ».

Pierre de Provins est le futur maire de Troyes.

Verrière de la création du monde (1525)
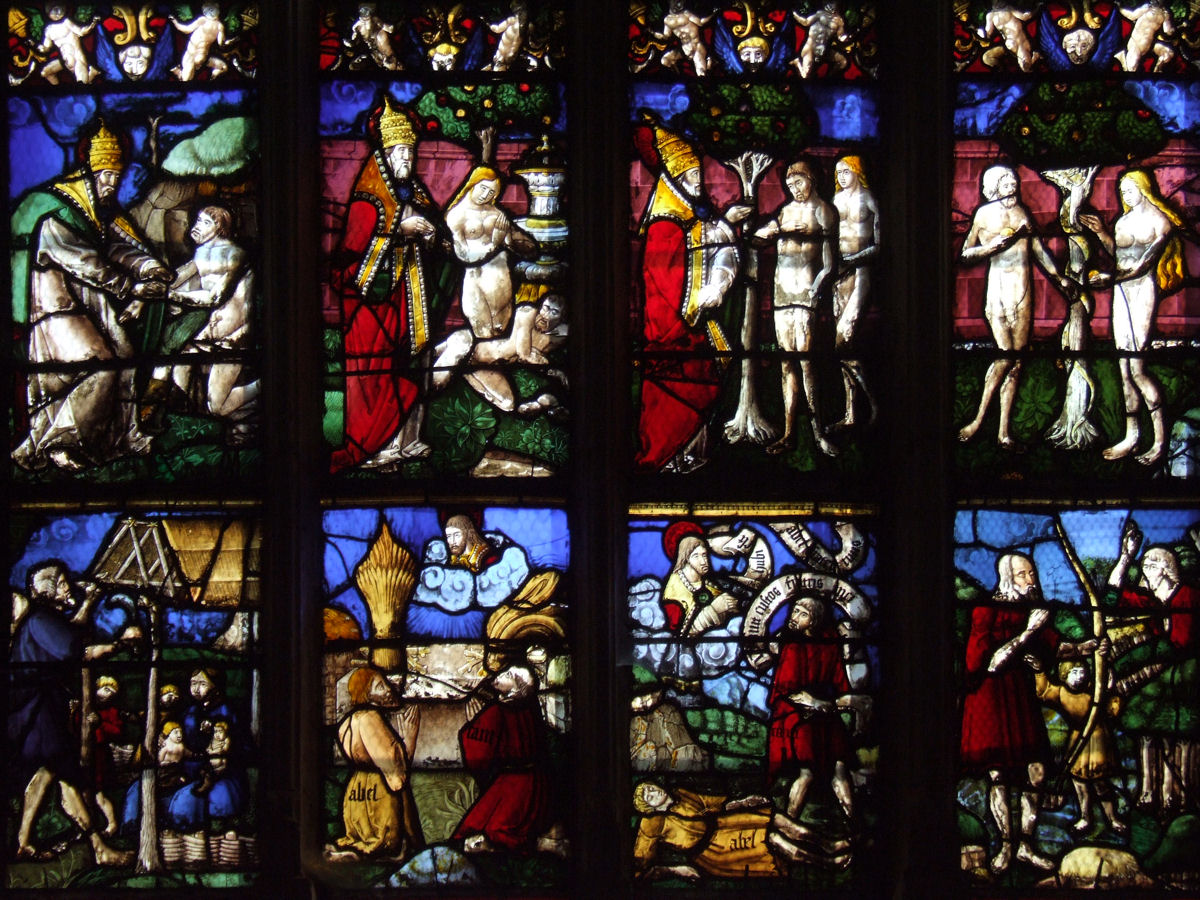
Les 4 premiers panneaux des 2e et 3e rangs
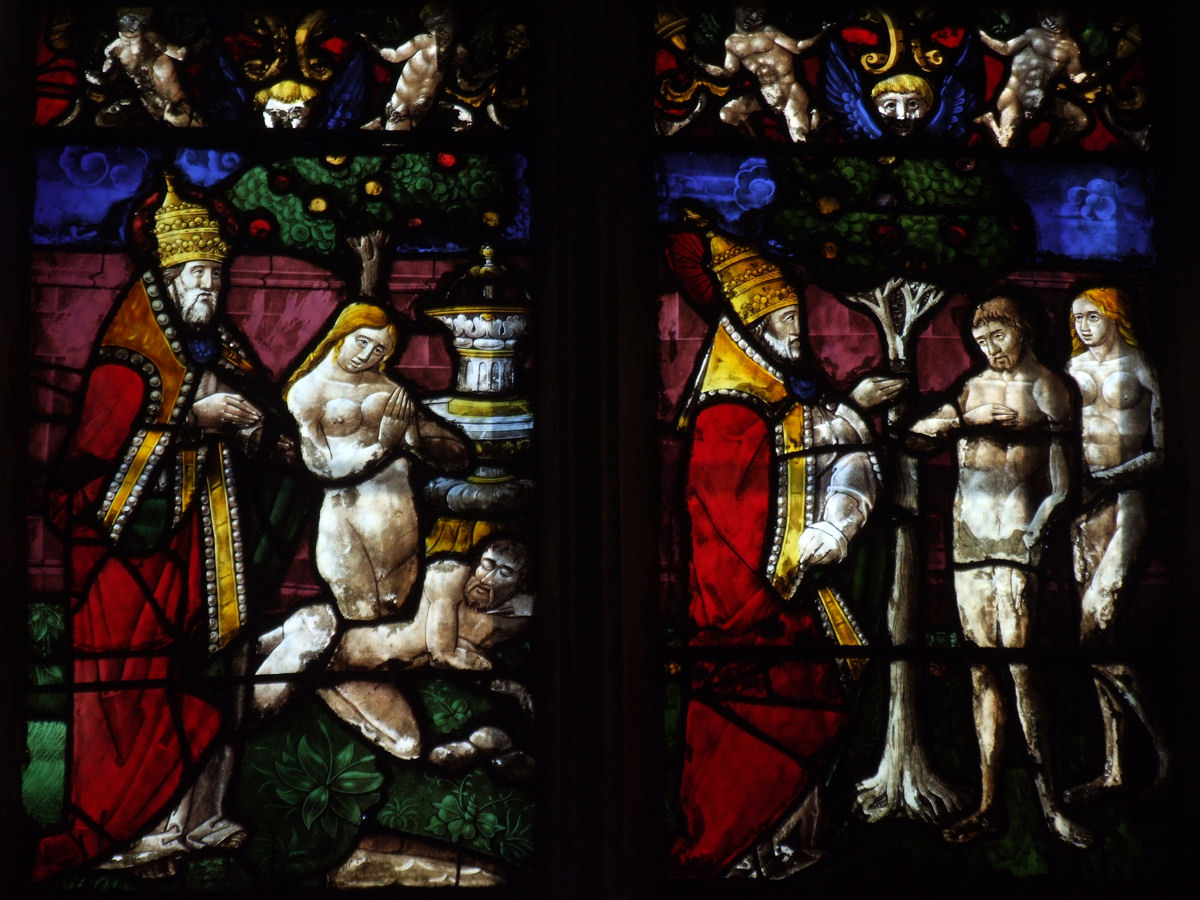
2e et 3e panneaux du 2e rang
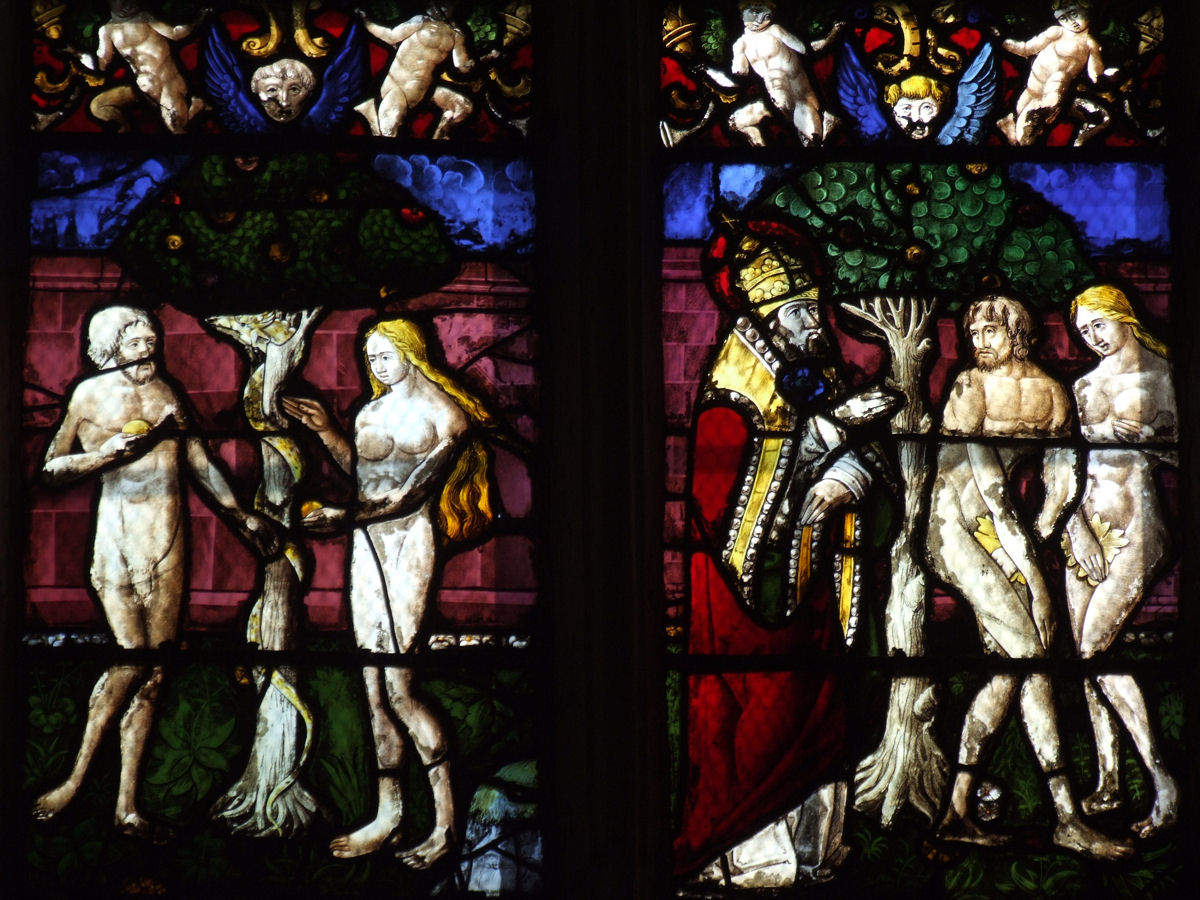
4e et 5e panneaux du 2e rang

#### Verrière de saint Nicolas (1528)

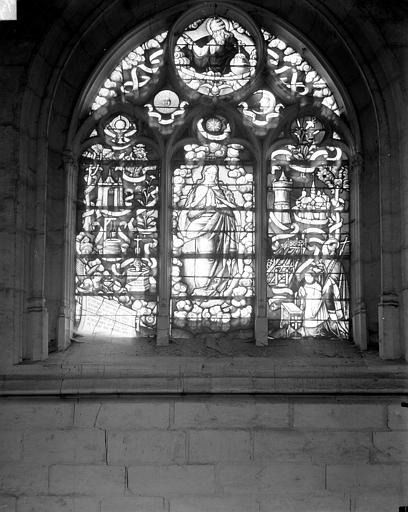
Conception de la sainte vierge (1525)

Cette verrière est posée en novembre 1528. Les donateurs sont Pierre Duguet à titre posthume, et ses héritiers : sa femme Jehannette Duguet et 9 enfants.
15 panneaux sur 3 rangs :
- Premier rang de panneaux (en haut) :
  - 1er panneau : Naissance de Nicolas.
  - 2e panneau : Il dote discrètement les trois filles d'un gentilhomme[46].
  - 3e panneau : Le père le remercie.
  - 4e panneau : Nicolas à Myre.
  - 5e panneau : Nicolas est intronisé évêque de Myre.
- Deuxième rang
  - 1er panneau (6e) : Nicolas fait abattre une idole.
  - 2e panneau (7e) : Nicolas procure du blé aux habitants d'Alexandrie.
  - 3e panneau (8e) : Nicolas arrête le bourreau prêt à décapiter 3 officiers[35],[47].
  - 4e panneau (9e) : Nicolas sauve un navire dans la tempête provoquée par 2 démons.
  - 5e panneau (10e) : Un diable déguisé en nonnain donne de l'huile aux pèlerins pour brûler l'église de Myre ; les pèlerins le chassent sur ordre du saint.
- Troisième rang
  - 1er panneau (11e) : Un chrétien emprunte de l'argent à un juif et refuse de le rendre.
  - 2e panneau (12e) : Le chrétien est écrasé par une charrette et le baton creux révèle l'argent qui y est caché.
  - 3e panneau (13e) : Miracle de l'enfant qui se noie tenant une coupe d'or[35],[47].
  - 4e panneau (14e) : Les héritiers du donateur : sa femme Jehannette Duguet[3] et 8 filles[n 3].
  - 5e panneau (15e) : Le donateur Pierre Duguet[n 3],[n 4] et un enfant, accompagnés d'un personnage inconnu[35].

La légende des deux derniers panneaux, qui se lit sur deux lignes réparties sur les deux panneaux, indique : « Les enfants et héritiers de feues nobles personnes Pierre / Duguet en son vivant lieutenant général au bailliage de Saint-Florentin / ont fait cette verrière en exécution de l'ordre fait par ledit / défunt en faisant son testament et a été posée en novembre MVCXXVIII ».
Dans l'ogive, tout en haut, un vitrail montrant les 3 petits enfants, avec à gauche et à droite des pèlerins.
Juste en-dessous, l'histoire du larron et du juif : à gauche, un juif installe l'image du saint pour se protéger mais il est volé ; au centre, Nicolas arrête le voleur et le juif se convertit ; à droite, ayant été volé en son absence, le juif frappe l'image de Nicolas, qui saigne.

Verrière de saint Nicolas (1528)
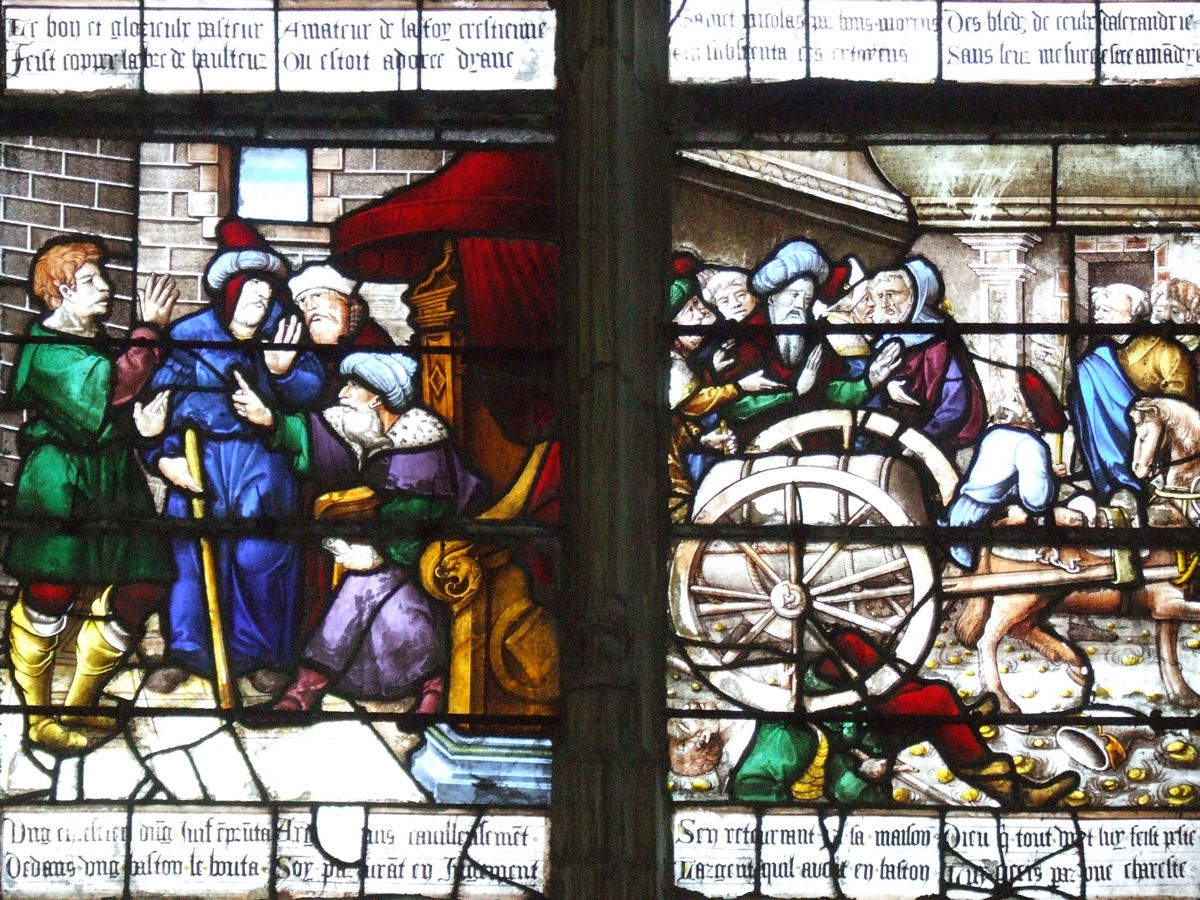
1er et 2e panneaux du 3e rang
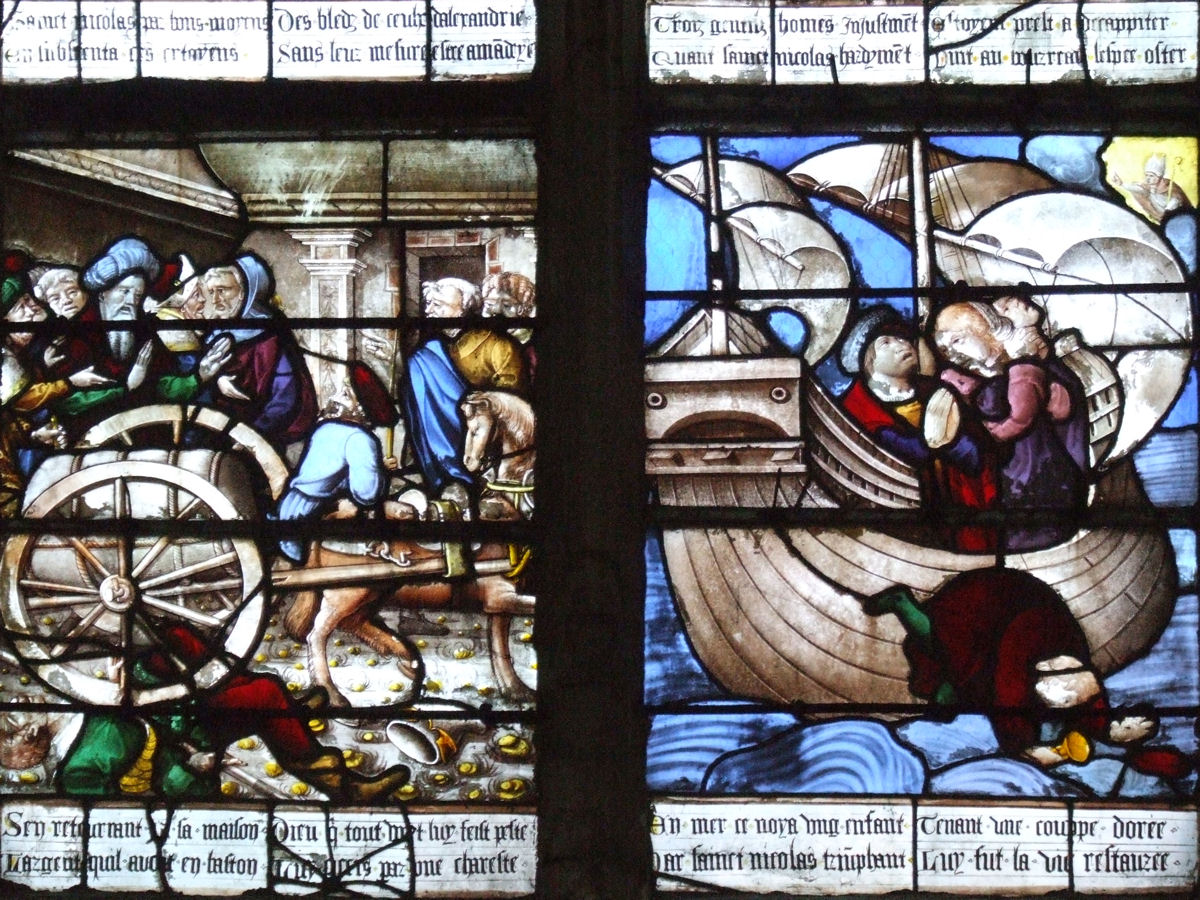
2e et 3e panneaux du 3e rang
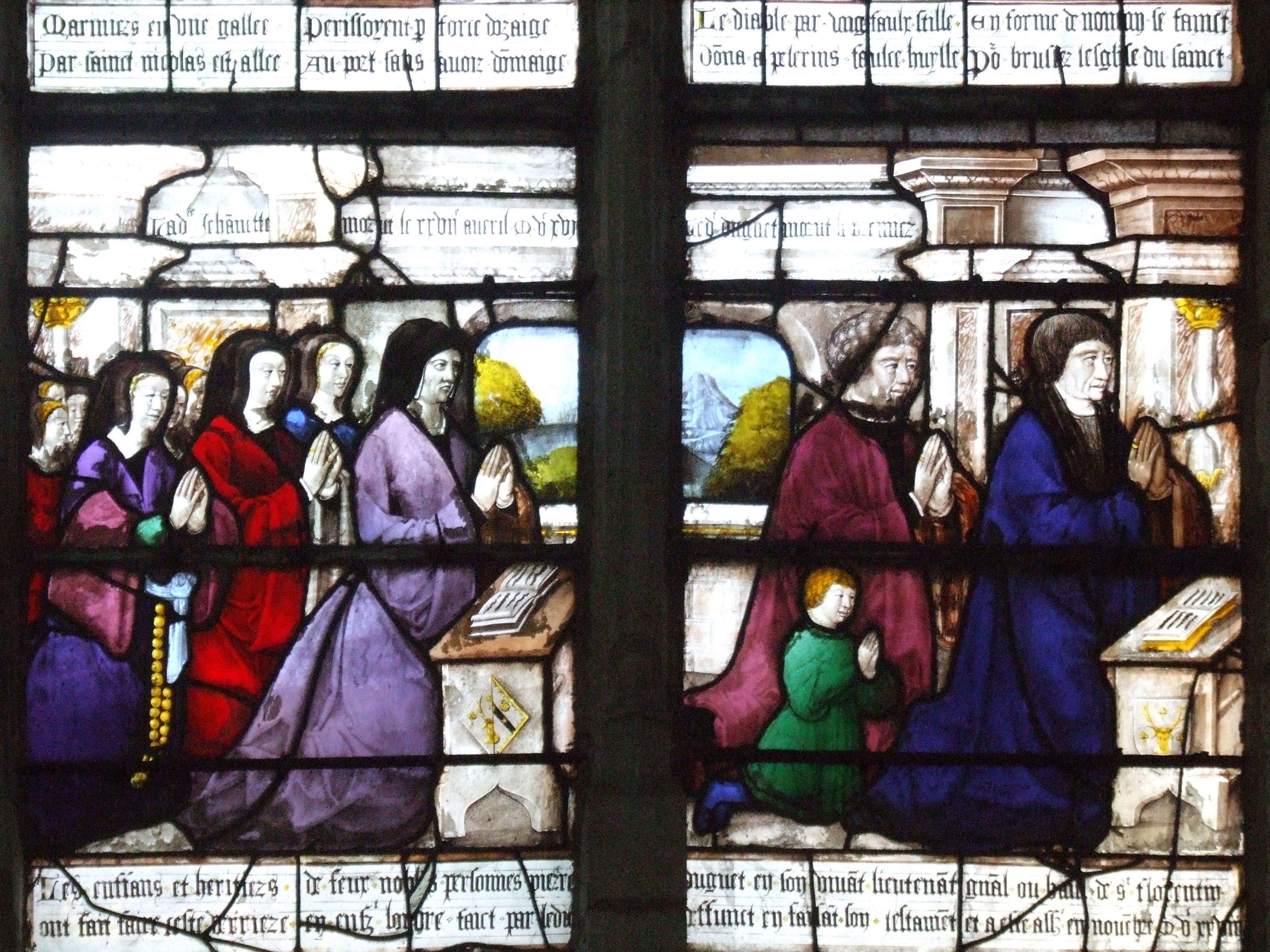
Panneaux des donateurs

#### Verrière de la conception de la vierge (1525)
La verrière de la conception de la sainte vierge se trouve au-dessus de la porte de la sacristie.
Le panneau central est l'image de la Sainte-Vierge en gloire, entourée de nuages. Il est surmonté d'une représentation de Dieu, avec ce phylactère : « Amica mea, et macula non ». A droite et à gauche, les panneaux portent divers emblèmes empruntés aux litanies : soleil, lune, lys, rose mystique, tour, jardin, miroir, etc. 

La verrière est datée de 1525 : le premier panneau du rang du bas, à l'angle du côté gauche, montre un parchemin avec cette inscription : « Le XXVe jour du mois de mars MVCXXV vénérable et discrète personne Gratien Chubrier prêtre a fait faire cette verrière en l'honneur de Dieu et de la Conception de la Vierge Marie priez Dieu pour lui et tous trépassez ». Le portrait du donateur est dans l'angle opposé, en bas à droite, vêtu d'un surplis. Salomon présume que Gratien Chubrier est le proche parent de Claudine Chubrier, femme de Guillaume Servin, tous deux donateurs de la verrière de saint Florentin installée en 1527.
Gratien Chubrier est accompagné de saint Gatien, premier évêque de Tours, comme indiqué par les écus armoriés joints à l'ange qui tient la stèle évoquant la donation.

#### Verrière de saint Pierre et saint Thomas (?) (1684)
Transept nord, paroi est. 1684.
Inscription (sous les armoiries) : « Aux frais de Thomas Billebault, seigneur de l'Atrecey, des Conches et de Chanteloup et de feu dame Peirette Chassier son épouse demeurant à St Florentin 1684 ».

#### Verrière de saint Jean-Baptiste et saint Antoine (1685)
Transept nord, paroi est
Armoiries : d'azur à 3 gueules d'or 2 et 1. Inscription, date : Jean Perchaux, advocat à la cour, conseiller du roi, élu et controleur en l'élection de St Florentin, décédé le 3 novembre 1683, à fait faire cette vitre.

### Chapelles et déambulatoire

#### Chapelle de Saint-Julien-le-Pauvre ou l'Hospitalier

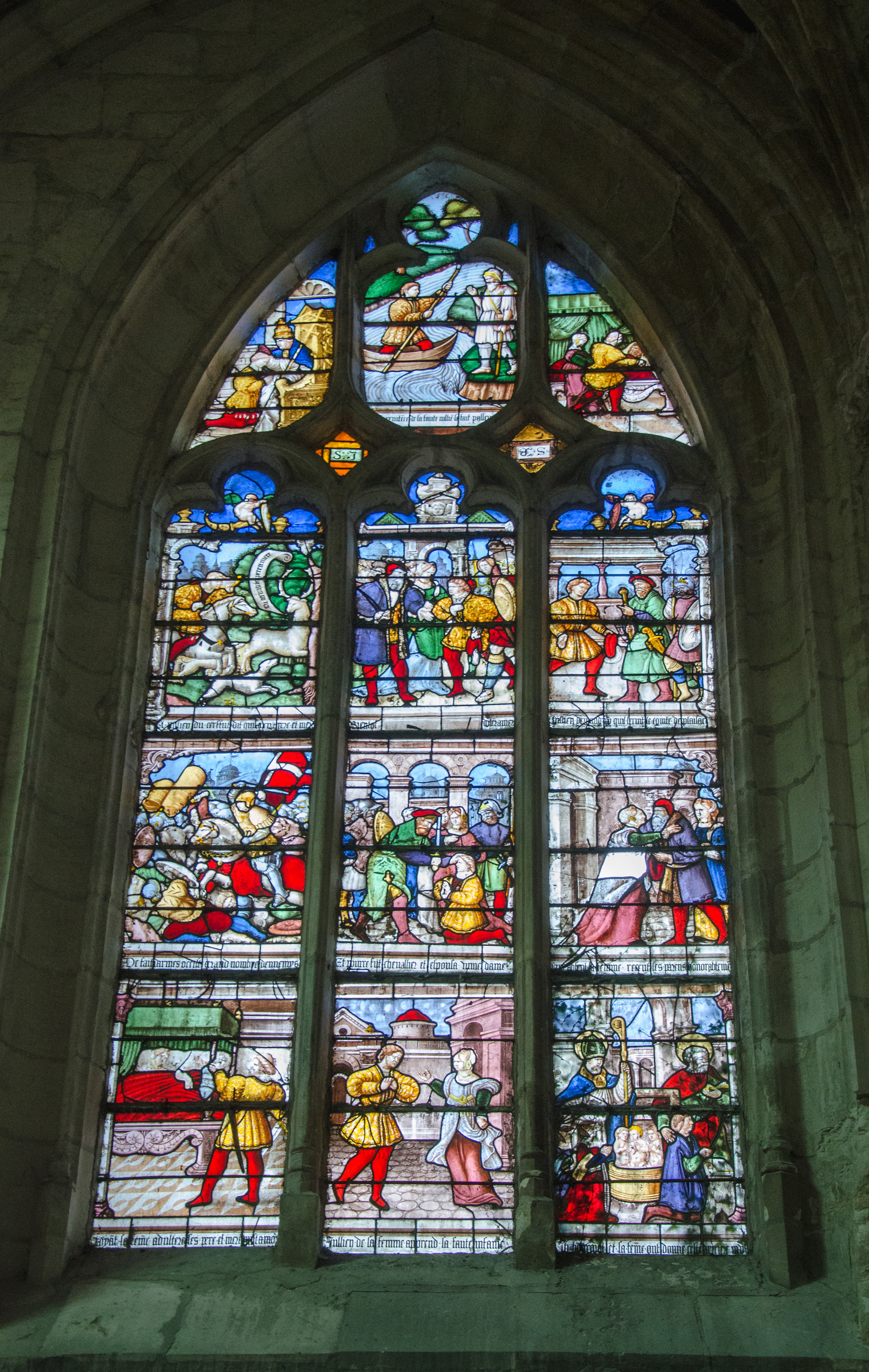
Vie de saint Julien

Sa verrière, datée de 1526, illustre la légende de saint Julien, rappelée par Salomon (1871). Chaque tableau a une légende sauf ceux des lobes.
- 1er panneau : rencontre du cerf.
- 2e panneau : Julien quitte ses parents.
- 3e panneau : il est reçu par un grand seigneur.
- 4e : il combat pour le prince.
- 5e panneau : il se marie.
- 6e panneau : sa femme reçoit ses parents[52].
- 7e panneau : Julien les tue.
- 8e panneau : il rencontre sa femme.
- 9e panneau : le donataire avec l'inscription « Joseph Bourgiat et sa femme ont donné cette verrière MVCXXVI ».
- panneau dans l'ogive : Julien passant dans sa barque le pauvre lépreux.
- dans les lobes,
  - côté gauche : Julien représenté aux pieds du pape implorant son pardon.
  - côté droit : il place dans son lit le lépreux, qui se transforme en ange pour lui annoncer son pardon[50].

Cette chapelle inclut un bas-relief, très-mutilé, représentant le même sujet et surmonté par la statue du saint en costume de pèlerin,.

#### Chapelle Saint-Jean
Cette chapelle se trouve dans le collatéral nord. L'autel et sa décoration, le confessionnal (en belle menuiserie) et le lustre sont des donations de Mme Riquement. Elle comprend trois verrières.
Première verrière, l'Apocalypse (1529)

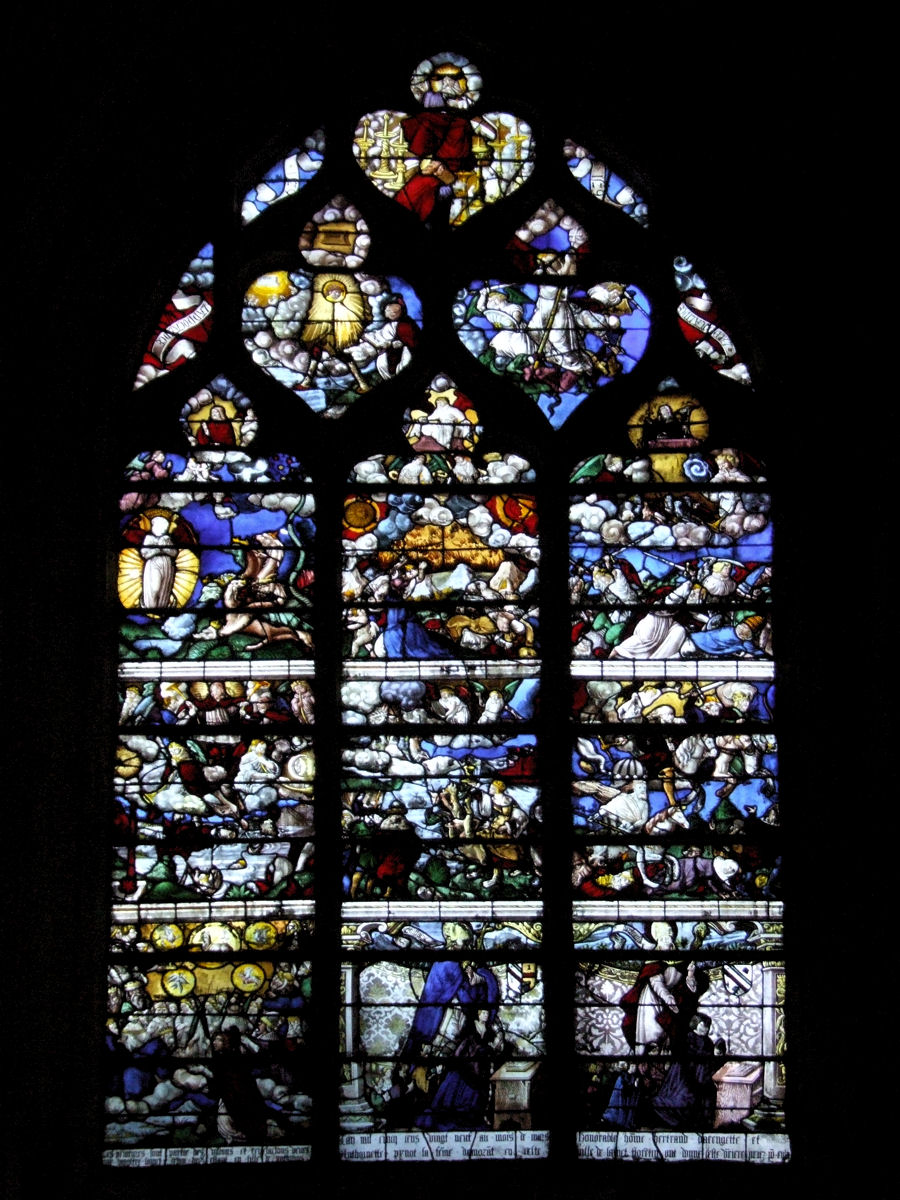
L'Apocalypse

Datée de 1529, elle représente des sujets ou scènes tirés de l'Apocalypse, avec une légende dans un cadre en bas à gauche :

« Ces verrières font partie des visions et révélations vues par l'apôtre saint Jehan, lui étant dans l'île de Pathmos. »

Une autre inscription, dans les deuxième et troisième cadres, se lisant sur deux lignes (chaque ligne s'étend sur les deux cadres), cite la date et les donateurs :

« L'an mil cinq cent vingt-neuf IIIIe mois de mars / honorable homme Bertrand Darengette,, et // Anthoinette Pynot sa femme demeurant en cette / ville de Saint-Florentin, ont donné cette verrière Priez pour eulx. »

Bertrand Darengette et Antoinette Pynot sont accompagnés de leurs huit enfants et des saints Bertrand et Guillaume.

Chapelle Saint-Jean, verrière de l'Apocalypse (1529)
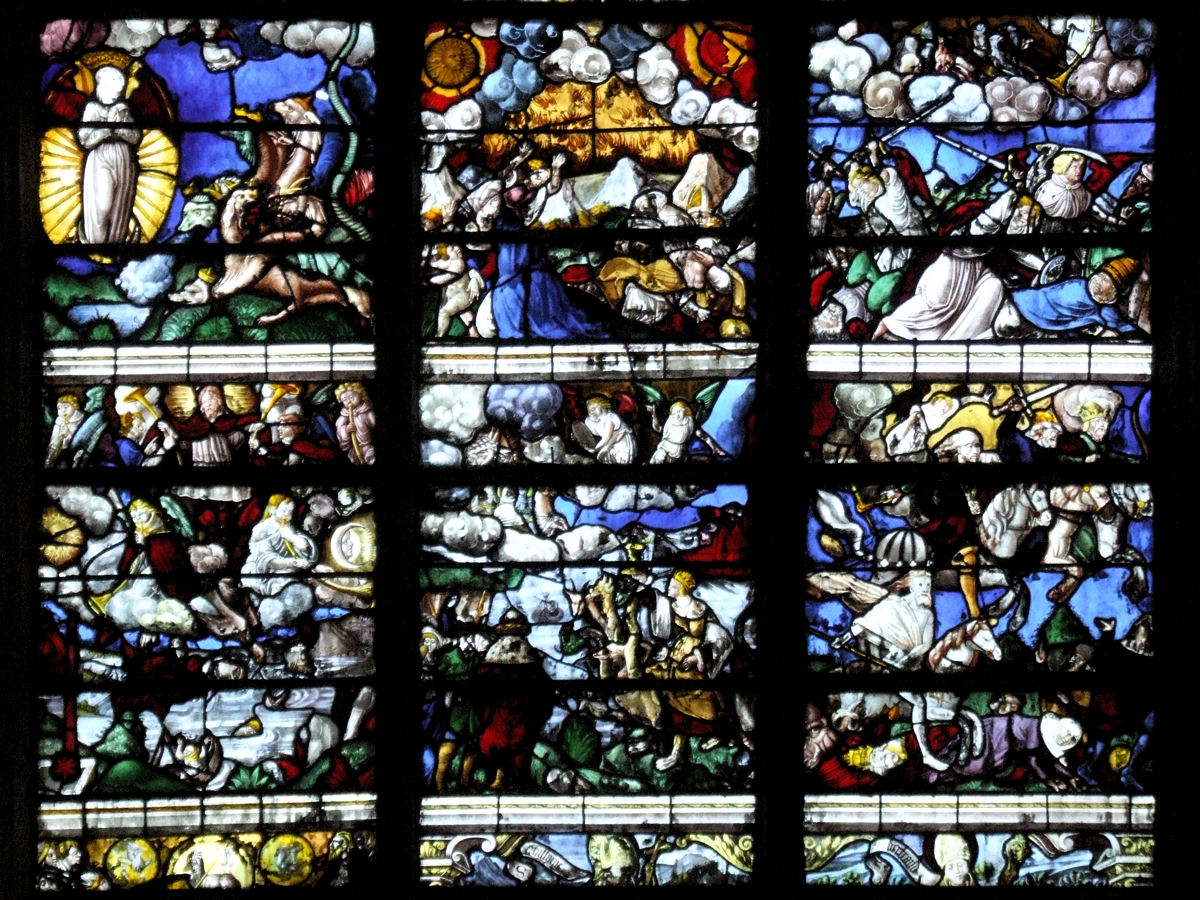
Panneaux des deux premiers rangs

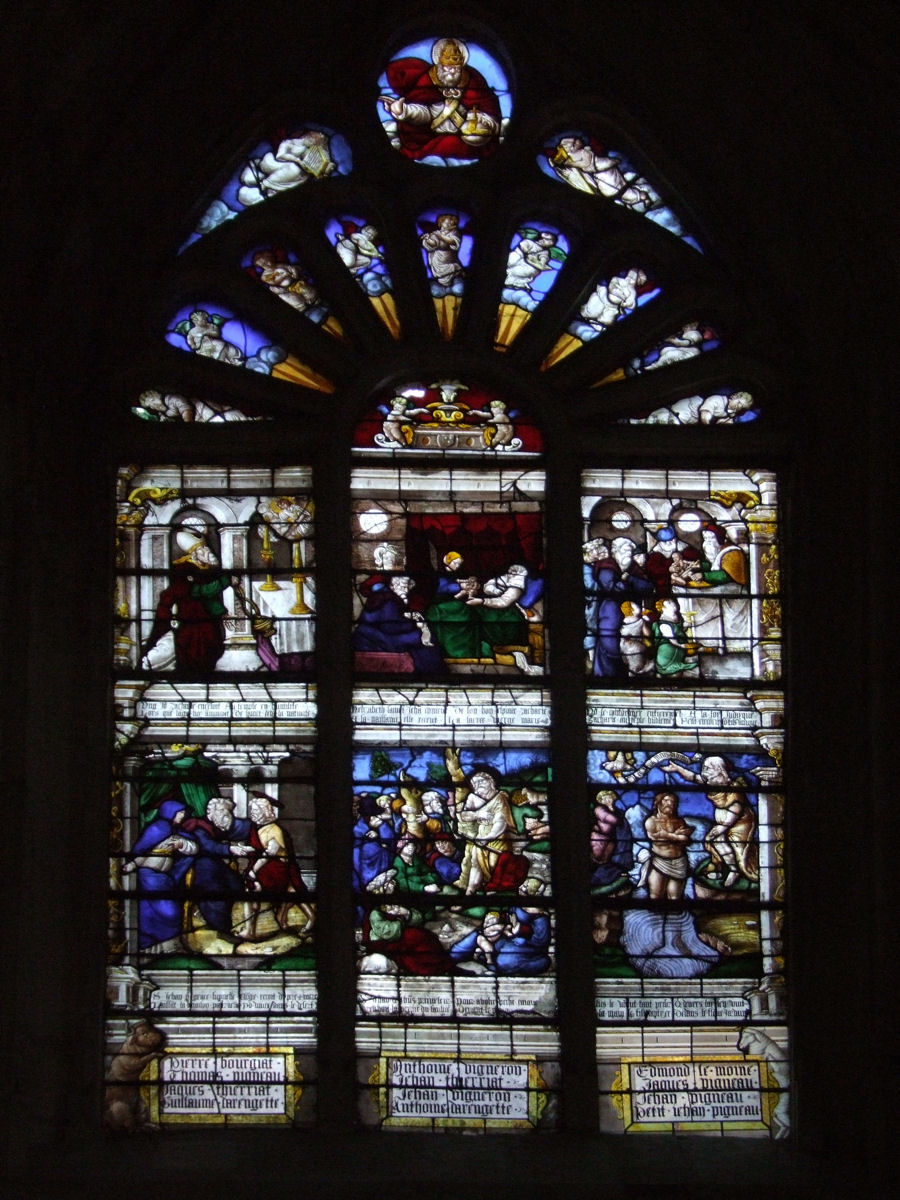
Vie de saint Jean - 1 (1529)

Deuxième verrière, la vie de saint Jean - 1 (1529)
- 1er tableau : apparition d'un ange à Zacharie, annonçant la naissance de saint Jean.
- 2e tableau : la naissance de saint Jean et ses parents Elisabeth et Zacharie.
- 3e tableau : la circoncision[20].
- 4e tableau : saint Jean au désert.
- 5e tableau : Prédication.
- 6e tableau : baptême de Jésus-Christ[53].

Au bas cette verrière, en-dessous des colonnes de tableaux, se trouvent trois cadres avec des inscriptions citant les noms des donateurs :
- Premier cadre : « Pierre Bourgiat / Thomas Pigneau / Jacques Thierriat / Guillaume Darengette »
- Deuxième cadre : « Anthoine Vigneron / Jehan Thierriat / Jehan Vigneron / Anthoine Darengette »
- Troisième cadre : « Edmond Lemoine / Jacques Pigneau / Jehan Pigneau / Petit Jehan Pigneau »

La liste continue sur la verrière suivante, où on lit aussi la date.

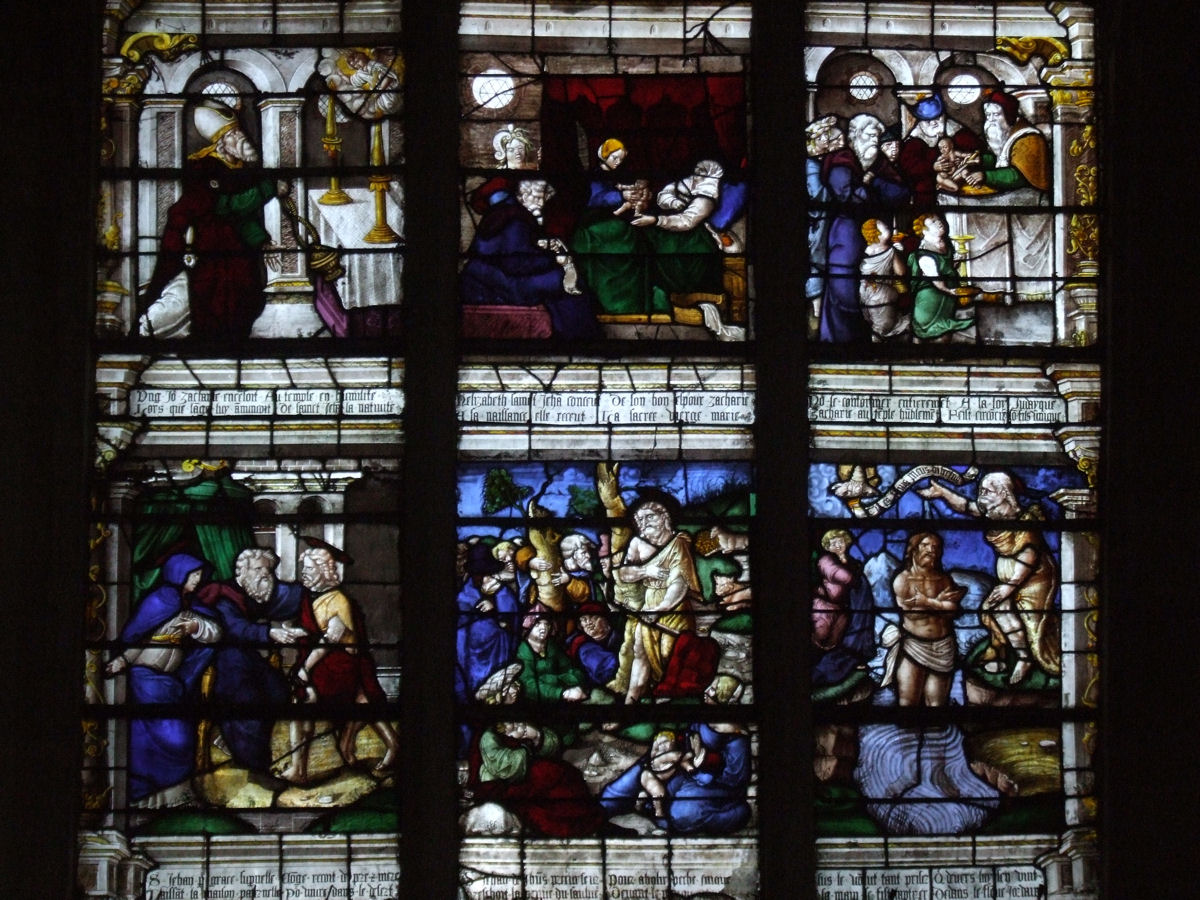
Deuxième verrière, détail des panneaux et inscriptions

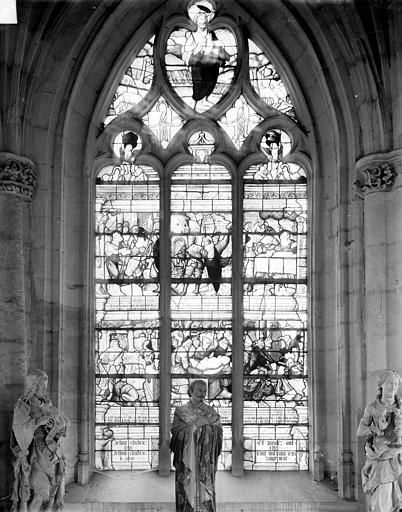
Vie de saint Jean - 2

Troisième verrière, la vie de saint Jean - 2 (1529)
Elle se trouve au-dessus de l'autel de la chapelle Saint-Jean (paroi est).
- 1er tableau : saint Jean reprend Hérode.
- 2e tableau : captivité.
- 3e tableau : danse d'Hérodias[53].
- 4e tableau : décollation.
- 5e tableau : sépulture.
- 6e tableau : Hérode tourmenté par le diable[46].

Au bas cette verrière, la liste des donateurs continue depuis la verrière précédente, dans des cadres en-dessous des colonnes de tableaux ; la date pour les deux verrières est indiquée sur celle-ci : « Jehan Chubrier l'ainé / Jehan Chubrier le jeune / tous bouchers / ont donné ces deux verrières / en l'honneur de Dieu / priez pour eulx et pousées (posées) ont esté / l'an mil cinq cent vingt neuf »,.

#### Chapelle de la Vierge
Cette chapelle est la deuxième chapelle du collatéral sud. Elle comprend trois verrières.
Première verrière
Celle au-dessus de l'autel, en partie cachée par un retable gothique, représente un arbre de Jessé surmonté d'une image de la sainte vierge,.
Deuxième verrière (1524)

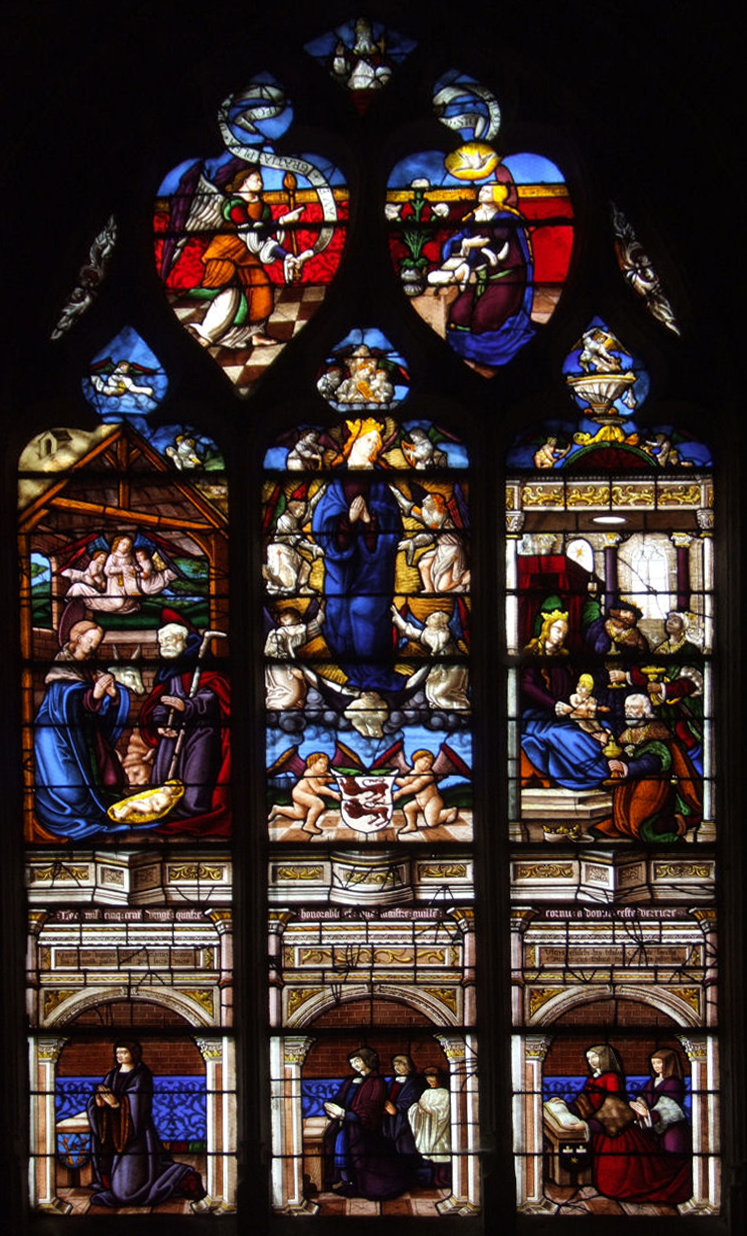
Deuxième verrière, chapelle de la Vierge (1524)

Une deuxième verrière est illustrée ici (à droite et ci-dessous). Dans l'ogive se voit l'Annonciation, en deux parties : à gauche
l'ange, avec un phylactère inscrit : « Ave Maria, gratiâ plena, Dominus lectim » ; et à droite la Vierge, avec phylactère inscrit : « Et concepit de Spiritu Sancto ».
Dans les trois panneaux du bas sont représentés à gauche le donateur, Guillaume Cornu ; et au milieu et à droite, d'autres personnes non identifiées. Le portrait du donateur est accompagné de son écu portant deux cornes de cerf séparées par une étoile (c'est-à-dire des armes parlantes). Chacun de ces portraits est encadré par trois arcades de style Renaissance. Celle du milieu est surmontée d'un écusson portant deux lions qui est probablement les armes du collateur, le seigneur de Coursan. L'entablement au-dessus de ces arcades porte l'inscription : « L'an mil cinq cent vingt-quatre, Guillaume Cornu a donné cette verrière ».
Au-dessus des cintres sont deux distiques latins ; sur l'arcade de gauche :
Quos isto dignos offert Coursanus honore
His Senonum pastor dat pia sacra viris
(Traduction : L'archevêque de Sens donne ce sanctuaire (confère cette chapelle) à ceux que le Seigneur de Coursan présente comme dignes de cet honneur)
et sur l'arcade de droite :
Uteris, Eusebi, his titulis, Cornute, sacello,
Coursanicus tribuit ; tu, hœc rata, pastor habes
(Traduction : Eusèbe Cornu, tu possèderas cette chapelle à ce titre ; c'est le seigneur de Coursan qui te confère ce bénéfice, et toi, prélat, tu en ratifieras la collation)
Troisième verrière

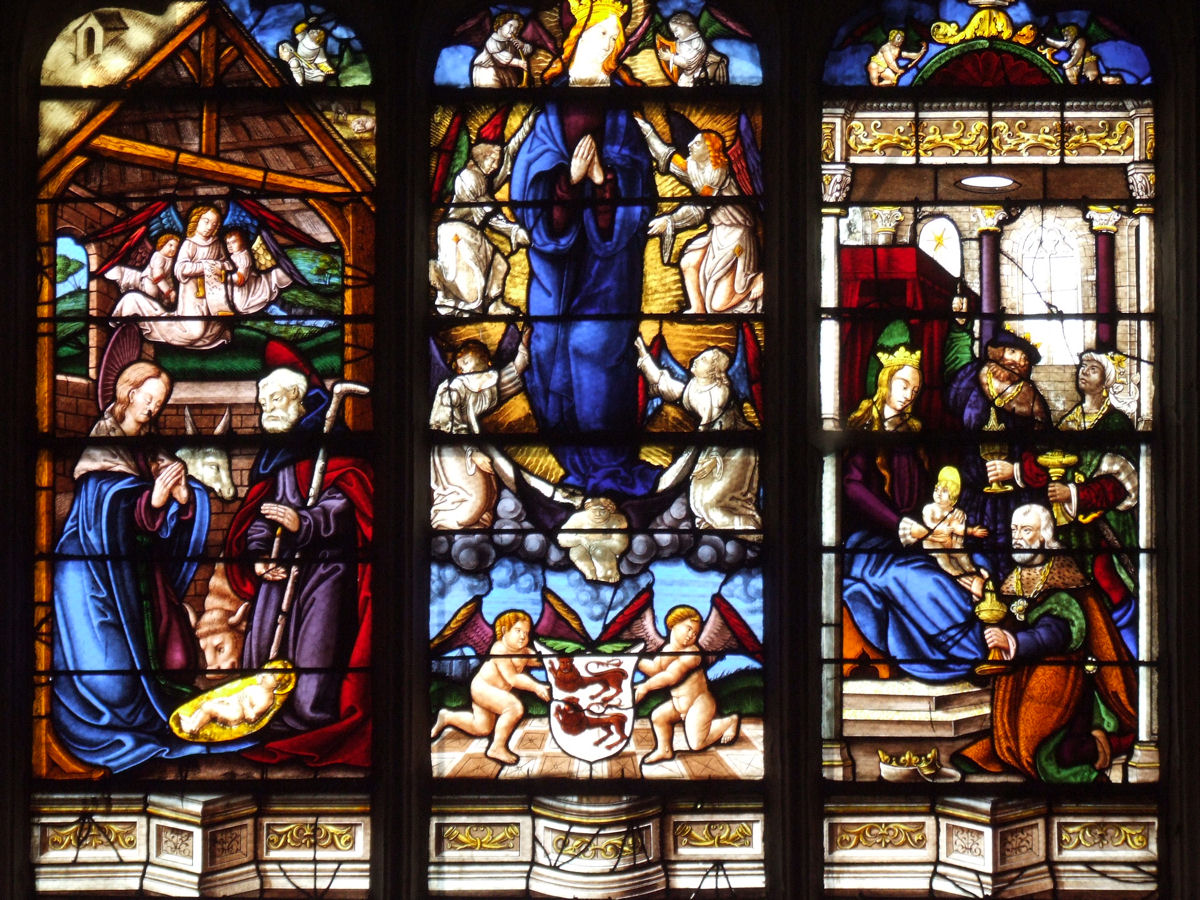
Deuxième verrière : Nativité, Assomption, Adoration des mages

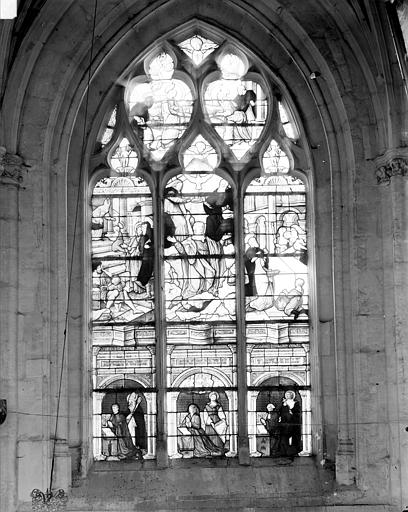
Troisième verrière, chapelle de la Vierge (1867)

Posée en 1867, elle est l'oeuvre des frères Veyssière et remplace une verrière en verre blanc qui existait « de temps immémorial », dit Salomon. Le panneau central illustre le Couronnement de la Vierge par la Sainte-Trinité, avec à sa droite Dieu, à gauche le Fils, et au-dessus le Saint-Esprit en colombe. Le panneau de droite illustre la Purification, et celui de gauche la Présentation.
En bas, dans des arcades, se trouvent au milieu la donatrice, à droite son père et à gauche son mari ; chacun est accompagné de son patron ou sa patronne. Une légende au-dessus des cintres donne lurs noms et la date : « L'an 1867, dame Cécile Hugot veuve de M. Denie Guiolot médecin et maire de la ville a donné cette verrière en son nom et en mémoire de son mari et de M. Charles Hugot avocat son père ».

#### Chapelle des fonts baptismaux
Elle se trouve dans le collatéral sud et présente une belle clôture. Elle comprend une verrière de scènes de la vie de la Vierge, dont la partie en grisaille a été restaurée par Lévêque en 1871.
Cette verrière porte des armoiries de sable à 2 coquilles oreillées d'argent en chef et une étoile d'or à 6 raies en pointe (avec les deux femmes agenouillées). Sa légende indique : « En l'an 1524 honorable et sage ... Guillaume Cornu a donné cette verrière ».

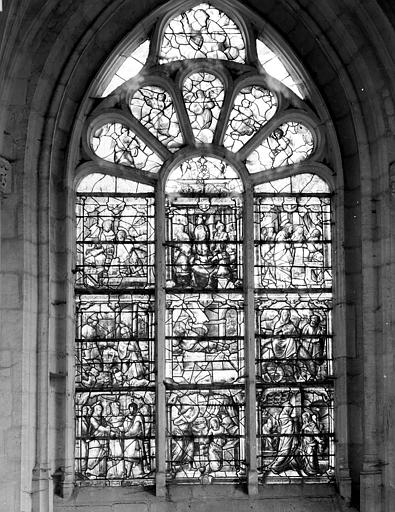
Vie de la Vierge (1524)

#### Chapelle de l'Annonciation
Sa verrière comprend 9 panneaux sur 3 rangs :
- 1er rang (en haut) :
  - l'intérieur de Nazareth.
  - Jésus au milieu des docteurs.
  - la mort de saint Joseph.
- 2e rang (milieu) :
  - la Nativité.
  - le Songe de saint Joseph.
  - la fuite en Egypte.
- 3e rang :
  - le Mariage de la Vierge avec saint Joseph.
  - l'Annonciation.
  - la Visitation[57].

Les lobes de l'ogive montrent des anges tennant des instruments de musique. En haut de l'ogive, une image de Dieu bénissant.
Il n'y a aucun indice du donateur ni de la date de donation. Le restaurateur du XIXe siècle y a laissé sa marque en bas : « Restaurée par Ch. Levêque, peintre verrier à Beauvais, 1871 ».

## Protection
L'édifice est classé au titre des monuments historiques en 1840. Cependant, en 2022, des travaux d'aménagements ont procédé à des destructions de bâtiments bénéficiant de la protection du périmètre d'un monument classé, malgré l'avis négatif de l'architecte des Bâtiments de France.